# Krwawienie z przewodu pokarmowego
Krwawienie z przewodu pokarmowego (ang. gastrointestinal hemorrage) – krwawienie, w którym źródło krwawienia znajduje się w przewodzie pokarmowym. Ze względów klinicznych wyróżnia się częściej występujące krwawienie z górnego odcinka przewodu pokarmowego oraz rzadsze pochodzące z dolnego odcinka. Bogata etiologia i zależność objawów od lokalizacji miejsca krwawienia oraz jego intensywności przekłada się na dość różnorodny obraz kliniczny tego typu krwawienia. Intensywność procesu może wahać się od niemal bezobjawowego, wykrywanego jedynie metodami laboratoryjnymi przewlekłego krwawienia o niewielkiej intensywności po masywny krwotok stanowiący bezpośrednie zagrożenie życia chorego i wymagający pilnej interwencji endoskopowej lub chirurgicznej. Przy ostrym krwawieniu z górnego odcinka przewodu, najczęściej spowodowanego przez chorobę wrzodową, mogą występować krwawe wymioty, fusowate wymioty oraz smolisty stolec. Ostre krwawienie z dolnego odcinka może wiązać się ze smolistymi stolcami lub krwistymi stolcami (hematochezja). Przewlekłe krwawienie zwykle jest bezobjawowe i objawia się niedokrwistością z niedoboru żelaza lub jedynie dodatnim testem na obecność krwi utajonej w kale.
Rozpoznanie jest stawiane na podstawie obrazu klinicznego i badań endoskopowych, pozostałe badania pełnią funkcję pomocniczą. Leczenie jest ukierunkowane na etiologię i intensywność krwawienia. W przypadku ostrego krwawienia kluczowe jest postępowanie wstępne polegające na postępowaniu przeciwwstrząsowym z zastosowaniem odpowiedniej płynoterapii i ewentualnym leczeniu preparatami krwiopochodnymi. W ramach postępowania wstępnego u chorego z krwawieniem z górnego odcinka przewodu pokarmowego pochodzenia nieżylakowego podaje się inhibitory pompy protonowej, z kolei w przypadku krwawienia z górnego odcinka przewodu pokarmowego u chorego z nadciśnieniem wrotnym podaje się leki wazopresyjne: terlipresynę, somatostatynę lub oktreotyd. Zabiegi endoskopowe wykonywane w ramach gastroskopii lub kolonoskopii pozwalają na ostateczną kontrolę krwawienia u większości chorych. Wybór metody endoskopowej jest uwarunkowany etiologią krwotoku. Część chorych może wymagać leczenia operacyjnego lub metod radiologii zabiegowej.

## Epidemiologia
Szacuje się, że roczna zapadalność wynosi 40–160 epizodów krwawienia z górnego odcinka przewodu pokarmowego na 100 000 osób oraz 20–30 przypadków krwawienia z dolnego odcinka na 100 000 osób. Około 80% przyczyn krwawienia z przewodu pokarmowego ma źródło w górnym jego odcinku, a 20% krwawień w dolnym odcinku przewodu pokarmowego. Z drugiej strony u około 15% chorych z podejrzeniem krwawienia z dolnego odcinka ostatecznie źródłem krwawienia okazuje się górny odcinek przewodu pokarmowego.
Ostre krwawienie z przewodu pokarmowego częściej dotyczy mężczyzn, a zapadalność rośnie z wiekiem. Do czynników ryzyka wystąpienia krwawienia z górnego odcinka przewodu pokarmowego należy zakażenie Helicobacter pylori, stosowanie niesteroidowych leków przeciwzapalnych, kwasu acetylosalicylowego (również w niskich dawkach kardiologicznych) oraz leków przeciwpłytkowych i przeciwzakrzepowych. Czynnikiem ryzyka krwawienia z dolnego odcinka przewodu pokarmowego jest wiek, stosowanie kwasu acetylosalicylowego oraz niesteroidowych leków przeciwzapalnych.

## Klasyfikacja

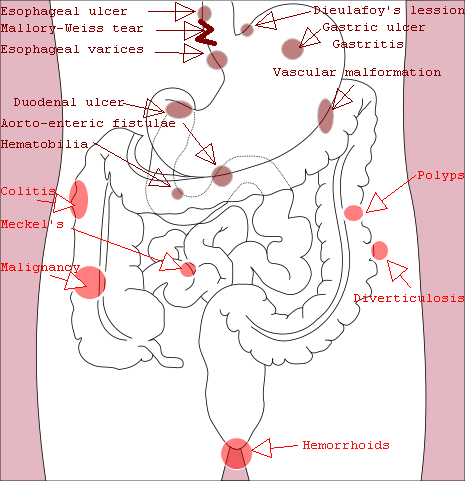
Do najczęstszych przyczyn krwawień z przewodu pokarmowego należy choroba wrzodowa, żylaki przełyku, czy zespół Mallory’ego-Weissa.

Największe znaczenie praktyczne ma podział pod względem wysokości źródła krwawienia (krwawienie z górnego lub dolnego odcinka przewodu pokarmowego) oraz pod względem dynamiki utraty krwi (ostre i przewlekłe krwawienie z przewodu pokarmowego).
Krwawienie z górnego lub dolnego odcinka przewodu pokarmowego
Krwawienie z górnego odcinka przewodu pokarmowego jest definiowane jako obecność źródła krwawienia powyżej więzadła Treitza dochodzącego do zgięcia dwunastniczo-czczego. Często, ze względu na kluczową rolę endoskopii w rozpoznaniu, krwawienie z górnego odcinka endoskopowo definiuje się przez obecność źródła krwawienia powyżej brodawki Vatera, a ponadto krwawienie z dolnego odcinka bywa dalej dzielone na krwawienie z jelita cienkiego (dystalnie od brodawki Vatera do końca jelita krętego) oraz krwawienie z jelita grubego. Ponadto ze względu na odmienne postępowanie kliniczne krwawienie z górnego odcinka przewodu pokarmowego jest dzielone na krwawienie o etiologii nieżylakowej i związanej z nadciśnieniem wrotnym oraz żylakami przełyku.
Krwawienie ostre (jawne) i przewlekłe (ukryte)
Krwawienie do przewodu pokarmowego może wykazywać zróżnicowane nasilenie. Obejmuje ono masywne, bezpośrednio zagrażające życiu krwotoki, ale także krwawienia o stosunkowo niewielkim nasileniu, które jednak mogą występować przez dłuższy okres, prowadząc do rozwoju bardziej skąpych objawów. Jawne (ostre) krwawienie z przewodu pokarmowego wywołuje objawy kliniczne związane bezpośrednio z obecnością krwi w przewodzie pokarmowym: krwawe wymioty, wymioty fusowate, smoliste stolce i hematochezję. Z kolei ukryte (przewlekłe) krwawienie przede wszystkim objawia się niedokrwistością, a krew w kale może być wykryta za pomocą testów diagnostycznych.

## Objawy kliniczne
Prezentowane objawy kliniczne różnią się w zależności od lokalizacji źródła krwawienia oraz intensywności tego procesu. Krwawienia z górnego odcinka przewodu pokarmowego objawiają się krwistymi wymiotami, fusowatymi wymiotami i smolistymi stolcami, a rzadziej występują krwiste stolce (hematochezja). Krwawienie z dolnego odcinka objawia się smolistymi lub krwistymi stolcami.
Krwiste wymioty sugerują intensywne krwawienie z górnego odcinka przewodu pokarmowego. Wymioty fusowate są wynikiem działania soku żołądkowego na zgromadzoną w żołądku krew. W następstwie przemian chemicznych hem zawarty w hemoglobinie ulega utlenieniu do hematyny, która nadaje krwi ciemny kolor, krew ulega wytrąceniu, tworząc kłaczki przypominające fusy od kawy, zatem wymioty fusowate sugerują krwawienie o mniejszej intensywności, dające czas na zajście odpowiednich reakcji chemicznych. Pojedyncze pasma krwi w wymiocinach nie przemawiają jednoznacznie za krwawieniem. Smolisty stolec jest efektem degradacji hemoglobiny na skutek działania bakterii oraz reakcji chemicznych związanych z sokiem żołądkowym i enzymów trawiennych. Smoliste stolce pojawiają się głównie przy krwawieniu z górnego odcinka przewodu pokarmowego, mogą występować w krwawieniu z jelita cienkiego i bliższej części jelita grubego. Hematochezja (krwisty stolec) zwykle przemawia za krwawieniem z dolnego odcinka przewodu pokarmowego. Krwawienie z lewej połowy okrężnicy objawia się obecnością jasnoczerwonej do ciemnoczerwonej krwi, która może występować w postaci płynnej, pasm krwi lub być zmieszana ze stolcem. Hematochezja może również pojawiać się przy masywnym krwawieniu z górnego odcinka przewodu pokarmowego, co wynika z przyspieszenia przez krew pasażu jelitowego.
Krwawienie, nawet przy dużym nasileniu, może nie manifestować się jawną domieszką krwi w wydzielinach przewodu pokarmowego, a jedynie pośrednimi objawami związanymi z utratą krwi. Duża utrata krwi może być przyczyną omdlenia lub zasłabnięcia, spadkiem ciśnienia krwi, które początkowo może być ograniczone do hipotensji ortostatycznej, a także może pojawić się przyspieszenie tętna, duszność, ból w klatce piersiowej, osłabienie, senność i poty. Hipowolemia może powodować upośledzenie funkcji nerek aż do ostrej przednerkowej niewydolności nerek ze zmniejszeniem diurezy i ilości wydalanego moczu.
Ukryte krwawienie może przebiegać skąpoobjawowo lub bezobjawowo i być wykrywane wyłącznie w testach na krew utajoną w kale. Przewlekłe krwawienie i związana z nim utrata wraz z krwią żelaza wiąże się z rozwojem przewlekłej niedokrwistości z niedoboru żelaza, która może przebiegać objawowo lub bezobjawowo.

## Etiologia

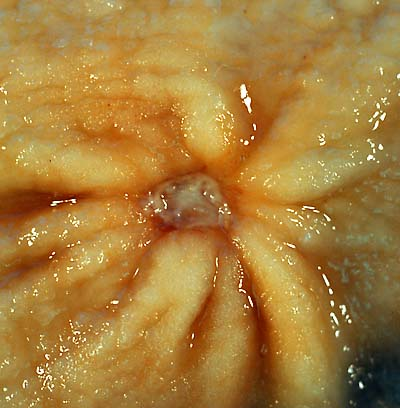
Wrzód żołądka, preparat po gastrektomii z powodu raka żołądka (niewidoczny na fotografii)

Najczęstszą przyczyną krwawienia z górnego odcinka przewodu pokarmowego jest choroba wrzodowa żołądka i dwunastnicy stanowiącą czynnik etiologiczny około 50% przypadków krwawienia z górnego odcinka przewodu pokarmowego. Krwawienie z żylaków przełyku powoduje około 5–10% wszystkich przypadków krwawienia z górnego odcinka przewodu pokarmowego, jednak u chorych z marskością wątroby i nadciśnieniem wrotnym stanowią przyczynę około 60% przypadków krwawień z górnego odcinka przewodu pokarmowego. Zespół Mallory’ego-Weissa jest powodem 5–15% przypadków krwawienia z górnego odcinka przewodu pokarmowego. Zapalenie błony śluzowej żołądka i dwunastnicy przyczynia się do 5–10% przypadków krwawienia z górnego odcinka przewodu pokarmowego. Nowotwory złośliwe powodują około 5% krwawień z górnego odcinka przewodu pokarmowego. W około 15–20% przypadków stwierdza się więcej niż jedną potencjalną przyczynę, a w 7–25% przypadków nie znajduje się przyczyny krwawienia.
Z kolei w obrębie dolnego odcinka przewodu pokarmowego główną przyczyną krwawienia do przewodu pokarmowego jest choroba uchyłkowa jelit, stanowi ona przyczynę około 30–50% krwawień. Choroby odbytu, przede wszystkim guzki krwawnicze wewnętrzne, stanowią przyczynę około 10–15% krwawień. Niedokrwienne zapalenie jelita grubego powoduje około 10% krwawień. Nowotwory jelita grubego, głównie rak jelita grubego, przyczyniają się do 5–10% krwawień, a krwawienie po polipektomii 3–7%. Tylko 5% krwawień ma swoje źródło w jelicie cienkim, a nawet w 25% przypadków wszystkich krwawień nie udaje się ustalić jego źródła. U dzieci głównymi przyczynami krwawienia z dolnego odcinka przewodu pokarmowego jest krwawienie z uchyłku Meckela, nieswoiste zapalenia jelit oraz krwawienia z polipów.
Do przyczyn krwawienia z górnego odcinka przewodu pokarmowego należą:
- choroba wrzodowa żołądka lub dwunastnicy,
- gastropatia krwotoczna,
- żylaki przełyku,
- owrzodzenie przełyku,
- zespół Mallory’ego-Weissa,
- rak przełyku,
- rak żołądka,
- żylaki żołądka,
- zmiany Dieulafoya,
- żołądek arbuzowaty,
- gastropatia wrotna,
- uraz przełyku,
- teleangiektazje,
- tętniak aorty,
- hemobilia,
- krwawienie z przewodu trzustkowego.

Do przyczyn krwawienia z dolnego odcinka przewodu pokarmowego należą:
- choroba uchyłkowa jelit,
- guzki krwawnicze,
- nieswoiste zapalenia jelit,
- infekcyjne zapalenie jelita grubego,
- polipy,
- rak jelita grubego,
- rak jelita cienkiego,
- niedokrwienne zapalenie jelita grubego,
- szczelina odbytu.

### Żylaki przełyku

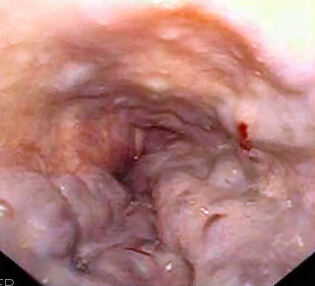
Żylaki przełyku, obraz endoskopowy

Krwawienie z żylaków przełyku stanowi najważniejsze źródło krwawienia z przełyku i około 5–10% wszystkich przypadków krwawienia z górnego odcinka przewodu pokarmowego, ale u chorych z marskością wątroby żylaki przełyku stanowią przyczynę około 60% przypadków krwawień z górnego odcinka przewodu pokarmowego. Krwawienie z żylaków przełyku jest powikłaniem nadciśnienia wrotnego, powstającego zwykle w przebiegu marskości wątroby. W wyniku wysokiego ciśnienia w układzie wrotnym rozwija się krążenie oboczne wrotno-układowe, w wyniku którego dochodzi do poszerzenia naczyń żylnych krążenia obocznego, w tym żył przełykowych. Powiększanie się żylaków powoduje ścieńczenie pokrywającej je błony śluzowej, co zwiększa ryzyko uszkodzenia żylaków nawet przy niewielkim ich urazie. Żylaki rozwijają się zwykle w dolnej części przełyku, rzadziej również w obrębie żołądka oraz odbytnicy. Krwotok z żylaków przełyku jest masywny, charakteryzuje się wysokim ryzykiem nawrotu i wysoką śmiertelnością.
Żylaki przełyku są obserwowane u około 50% chorych z nadciśnieniem wrotnym, przy czym ryzyko ich rozwoju rośnie wraz ze stopniem niewyrównania marskości ocenianym w skali Childa-Pugha – są obecne u 40% chorych z marskością w stopniu A i 85% w stopniu C. W momencie rozpoznania marskości wątroby bez żylaków przełyku ryzyko krwawienia w ciągu 2 lat wynosi 2%, w przypadku małych żylaków poniżej 5 mm ryzyko wynosi 12%, a ryzyko krwawienia z dużych żylaków powyżej 5 mm ryzyko wynosi 30%. Ryzyko krwawienia zależy od gradientu ciśnienia wrotnego oraz stanu morfologicznego ściany żylaków. Gradient ciśnienia pomiędzy żyłą wrotną a żyłą główną dolną powyżej 12 mm znacząco zwiększa ryzyko krwawienia.

### Zespół Mallory’ego-Weissa

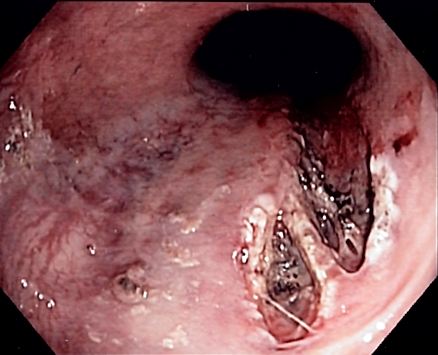
Zespół Mallory’ego-Weissa, obraz endoskopowy

Zespół Mallory’ego-Weissa stanowi przyczynę 5–15% przypadków krwawienia z górnego odcinka przewodu pokarmowego. Krwawienie jest następstwem pęknięcia błony śluzowej i okazjonalnie podśluzowej przełyku w okolicy wpustu lub dolnej części przełyku w wyniku intensywnych wymiotów. W wyniku silnego skurczu ściany jamy brzusznej przy jednoczesnym braku relaksacji wpustu dochodzi do znacznego wzrostu ciśnienia w przełyku, co powoduje pęknięcie jego błony śluzowej. Najczęściej występuje u alkoholików po intensywnym spożywaniu alkoholu, ale może również dotyczyć osób nienadużywających alkoholu o intensywnych wymiotach o innej przyczynie. Klinicznie zwykle przebiega jako krwiste wymioty poprzedzone wymiotami bez śladu krwi.

### Zapalenie przełyku
Krwawienie z górnego odcinka przewodu pokarmowego jest rzadkim powikłaniem zapalenia przełyku. Krwawienie może manifestować się krwistymi wymiotami lub wymiotami fusowatymi. Ocenia się, że zapalenie przełyku stanowi przyczynę do 8% przypadków krwawienia z przewodu pokarmowego. Zapalenie jest spowodowane głównie przyczynami nieinfekcyjnymi i najczęściej jest związane z chorobą refluksową przełyku oraz lekami. U części chorych zapalenie przełyku jest następstwem zakażenia Candida, CMV lub HSV.

### Choroba wrzodowa

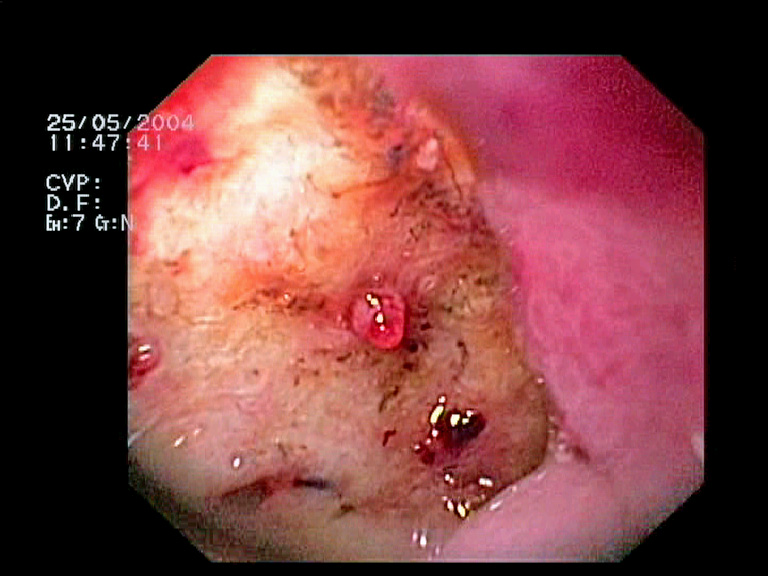
Wrzód żołądka z widocznym sterczącym naczyniem

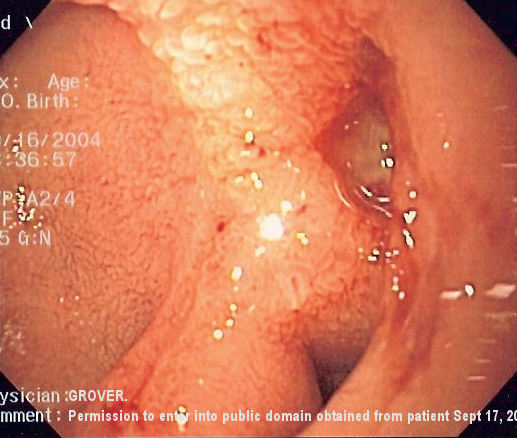
Krwawiący wrzód dwunastnicy

Choroba wrzodowa żołądka i dwunastnicy jest przyczyną około 50% przypadków krwawienia z górnego odcinka przewodu pokarmowego. U około 15% chorych z chorobą wrzodową rozwija się krwawienie. Choroba wrzodowa jest spowodowana przede wszystkim zakażeniem bakterią Helicobacter pylori, która odpowiada za 95% przypadków wrzodów dwunastnicy i 70% przypadków wrzodów żołądka. Choć infekcję Helicobacter pylori w zależności od populacji obserwuje się u około 50–80% osób, to jednak choroba wrzodowa rozwija się u 6–20% zakażonych. Szacuje się, że 20% chorych z obecnym wrzodem trawiennym doświadczy krwawienia z przewodu pokarmowego o różnym nasileniu w przebiegu choroby. Jednak zaobserwowano, że częstość infekcji Helicobacter pylori jest niższa u chorych z krwawiącymi wrzodami niż u chorych z niekrwawiącymi wrzodami, możliwe więc, że infekcja Helicobacter pylori nie jest czynnikiem ryzyka wystąpienia krwawienia z wrzodu. Z drugiej strony eradykacja zakażenia prowadzi do zmniejszenia ryzyka nawrotu krwawienia.
Ryzyko rozwoju wrzodów wzrasta 2–5-krotnie przy przyjmowaniu niesteroidowych leków przeciwzapalnych (NLPZ). Również przyjmowanie kwasu acetylosalicylowego (aspiryna) w niewielkich dawkach „kardiologicznych”, stosowanych w profilaktyce choroby niedokrwiennej serca, wiąże się z 2–4-krotnym zwiększeniem ryzyka krwawienia z górnego odcinka przewodu pokarmowego. Ponadto obserwuje się synergizm pomiędzy przyjmowaniem NLPZ i infekcją Helicobacter pylori. Trzecim czynnikiem ryzyka jest palenie tytoniu.
Jawne krwawienie z wrzodu jest skutkiem uszkodzenia naczyń krwionośnych przez kwaśną treść żołądkową, drążący w głąb ściany wrzód, choć faktycznie w przypadku każdego wrzodu dochodzi do przewlekłej utraty krwi. Ryzyko krwawienia z wrzodu wzrasta u chorych przyjmujących niesteroidowe leki przeciwzapalne. Bardzo rzadko stwierdza się krwawienie z wrzodu bez obecności zakażenia Helicobacter pylori lub stosowania niesteroidowych leków przeciwzapalnych. Krwawienie ustępuje samoistnie w 80% przypadków. Choroba wrzodowa objawia się głównie bólem w nadbrzuszu oraz niestrawnością, choć część chorych nie odczuwa żadnych objawów.

### Żylaki żołądka

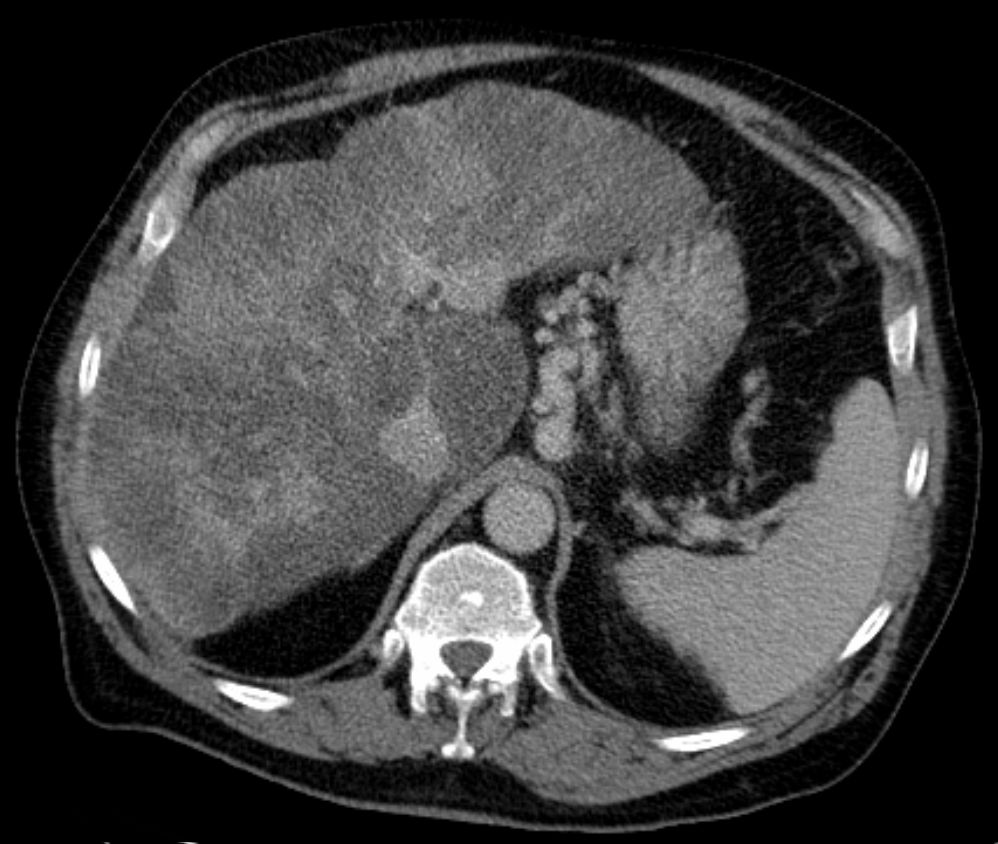
Żylaki dna żołądka, obraz TK

U 10% chorych z nadciśnieniem wrotnym źródłem krwawienia są żylaki żołądka. Żylaki żołądka mogą towarzyszyć żylakom przełyku, wówczas występują na dnie żołądka lub wzdłuż krzywizny mniejszej. Mogą także występować bez obecności żylaków przełyku w dnie lub innej części żołądka, lub początkowym odcinku dwunastnicy. Najczęściej występują u chorych z wywiadem krwawienia z żylaków przełyku. Ryzyko krwotoku jest proporcjonalne do wielkości żylaków. Często są związane z zakrzepicą żyły śledzionowej. Krwawienie z żylaków żołądka zwykle jest bardziej obfite niż z żylaków przełyku, dodatkowo wiąże się z wyższym ryzykiem nawrotu krwawienia oraz wyższą śmiertelnością.

### Ostra gastropatia krwotoczna
Ostra gastropatia krwotoczna (nadżerkowa) jest to niezapalne uszkodzenie błony śluzowej żołądka w następstwie reakcji na egzogenne (zewnętrzne) lub
endogenne (wrodzone) czynniki drażniące albo w konsekwencji niedokrwienia. Głównymi czynnikami etiologicznymi ostrej gastropatii krwotocznej jest stosowanie niesteroidowych leków przeciwzapalnych oraz nadmierne spożycie alkoholu. W następstwie ciężkich schorzeń ogólnoustrojowych na skutek niedotlenienia w przebiegu wstrząsu, urazu, sepsy, oparzeń (wrzód Curlinga) mogą powstać owrzodzenia stresowe. Do owrzodzeń stresowych bywają zaliczane owrzodzenia w przebiegu ciężkich uszkodzeń ośrodkowego układu nerwowego (wrzód Cushinga). Krwawienie jest następstwem uszkodzenia przez czynnik szkodliwy bariery ochronnej błony śluzowej żołądka obejmującej, obok nabłonka, również śluz oraz wodorowęglany. W efekcie powstają nadżerki błony śluzowej, co pozwala na penetrację głębszych warstw błony śluzowej przez sok żołądkowy.

### Choroby nowotworowe przewodu pokarmowego

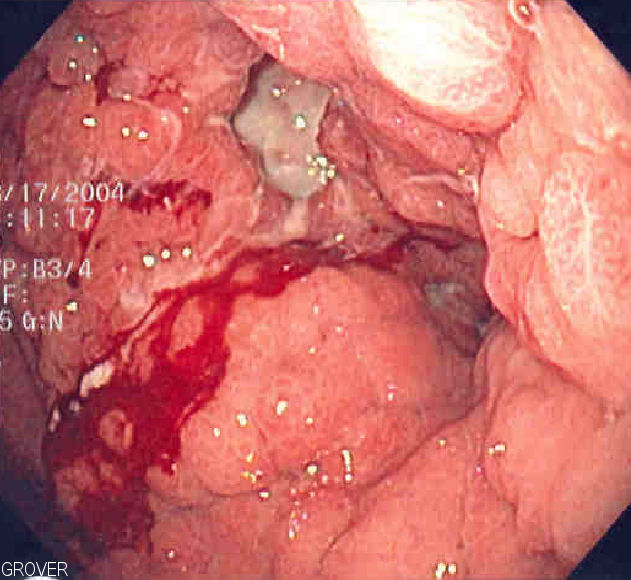
Krwawiący rak żołądka

Krwawienie związane z nowotworami może stanowić przyczynę 10–20% przypadków krwawienia do przewodu pokarmowego. Nowotwory górnego odcinka przewodu pokarmowego wiążą się z przewlekłym krwawieniem powodującym niedokrwistość i obecność utajonej krwi w kale, a jawne krwawienie jest rzadsze. Krwawienie mogą powodować zarówno złośliwe i niezłośliwe nowotwory nabłonkowe (rak przełyku, rak żołądka, rak dwunastnicy, rakowiak), jak i nienabłonkowe (nowotwory stromalne, mięśniakomięsak gładkokomórkowy, mięśniak gładkokomórkowy, chłoniaki, czerniak). Często uporczywe krwawienie jest obserwowane w przebiegu GIST, chłoniaka MALT oraz mięśniaka gładkokomórkowego. Nowotwory jelita grubego, przede wszystkim rak jelita grubego, nie są źródłem istotnego krwawienia, częściej powodują ukryte przewlekłe krwawienie prowadzące do niedokrwistości z niedoboru żelaza. Jawne krwawienie z jelita grubego zwykle jest mało obfite i okresowe. Jawna obecność świeżej krwi w stolcu zwana hematochezją może występować w guzach położonych w dalszej części jelita grubego, szczególnie w odbytnicy, rak w zstępnicy i esicy może powodować obecność krwi zmieszanej ze stolcem lub krwi na stolcu. Masywne krwawienie może występować w guzach stromalnych (GIST) w jelicie grubym. Również zmiany o łagodnym charakterze mogą być przyczyną krwawienia. Ponadto do krwawienia z przewodu pokarmowego może dojść w niepożądanym następstwie leczenia choroby nowotworowej. Niekontrolowane nudności i wymioty związane z chemioterapią lub radioterapią mogą być powodem zespołu Mallory’ego-Weissa. Radioterapia i chemioterapia mogą powodować uszkodzenia błony śluzowej górnego odcinka przewodu pokarmowego, nadżerki i w konsekwencji krwawienie. Większość leków cytostatycznych może wywołać ostrą gastropatię krwotoczną. Popromienne zapalenie odbytnicy i neutropeniczne zapalenie jelit może przebiegać pod postacią krwawienia z dolnego odcinka przewodu pokarmowego. Również leki celowane o właściwościach antyangiogennych (bewacyzumab, sunitynib, sorafenib i pazopanib) oraz leki używane w leczeniu wspomagającym: niesteroidowe leki przeciwzapalne stosowane w leczeniu bólu i bisfosfoniany wykorzystywane w profilaktyce złamań patologicznych związanych z przerzutami mogą być przyczyną krwawienia do przewodu pokarmowego. W wybranych programach chemioterapii lub lekach w monoterapii (terapii jednolekowej) stosuje się profilaktykę za pomocą antagonistów receptora H2 lub inhibitorów pompy protonowej. Ponadto krwawienie może być następstwem zespołu rozsianego wykrzepiania wewnątrznaczyniowego lub zaburzeniem liczby oraz funkcji płytek krwi. Istotna jest ocena ryzyka zakrzepowo-zatorowego i adekwatność stosowanej profilaktyki, kiedy ryzyko powikłań krwotocznych może przeważać nad korzyściami wynikającymi ze stosowania profilaktyki przeciwzakrzepowej.

### Zmiany Dieulafoya
Zmiany Dieulafoya polegają na występowaniu malformacji naczyniowych najczęściej występujących wzdłuż krzywizny mniejszej żołądka, kilka centymetrów od połączenia żołądkowo-przełykowego, jednak zmiany mogą występować w każdym odcinku przewodu pokarmowego. Zmiany powstają na skutek przerwania ciągłości nieprawidłowo dużych naczyń w warstwie podśluzowej żołądka. Do krwotoku prowadzi uszkodzenie śluzówki leżącej nad naczyniem w wyniku obecnego stałego ciśnienia lub w rezultacie urazu. Ubytek zwykle jest niewielki i może być trudny do lokalizacji. Prawdopodobnie stanowią przyczynę około 1,5% krwawień z górnego odcinka przewodu pokarmowego. Klinicznie zwykle przebiega jako intensywny krwotok, który w zależności od wysokości lokalizacji zmiany może objawiać się jako wymioty krwawe, smolisty stolec lub hematochezja.

### Żołądek arbuzowaty
Żołądek arbuzowaty jest to zespół zmian naczyniowych związanych z poszerzeniem małych naczyń, który nadają charakterystyczny wygląd żołądka podczas endoskopii. Rzadko dochodzi do poważnego krwotoku, częściej występuje przewlekłe krwawienie prowadzące do niedokrwistości.

### Choroba uchyłkowa

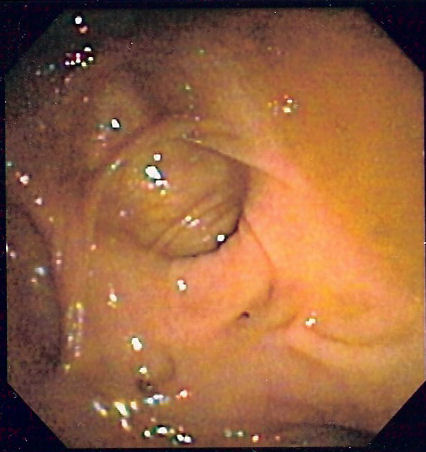
Uchyłki jelita grubego

Choroba uchyłkowa jest najczęstszą przyczyną ostrego krwawienia z dolnego odcinka przewodu pokarmowego i stanowi źródło krwawienia w 30–55% przypadków krwawienia z tego odcinka przewodu pokarmowego. Krwawienie z uchyłków jelita grubego dotyczy 3–5% chorych z chorobą uchyłkową. Krwawienie z uchyłków jest spowodowane uszkodzeniem gałęzi podśluzówkowej naczynia prostego w szyi lub sklepieniu uchyłku. Choć większość uchyłków jest zlokalizowana w lewej połowie okrężnicy, to krwawienie częściej pojawia się w uchyłkach we wstępnicy, gdzie naczynia proste są zlokalizowane bliżej powierzchni błony śluzowej. Klinicznie zwykle może przebiegać jako hematochezja, ale może dawać ukryte krwawienie. W 80% przypadków krwawienie ustępuje samoistnie, choć nawrót krwawienia dotyczy 40% chorych.

### Guzki krwawnicze
Guzki krwawnicze odpowiadają za 5–10% przypadków ostrego krwawienia z dolnego odcinka przewodu pokarmowego. Źródłem krwawienia są żylaki wewnętrzne, krwawienie nie jest obfite, objawia się obecnością jasnoczerwonej krwi (hematochezja) w kale, na papierze toaletowym, w muszli klozetowej lub stwierdzonej przez lekarza podczas badania per rectum.

### Angiodysplazja

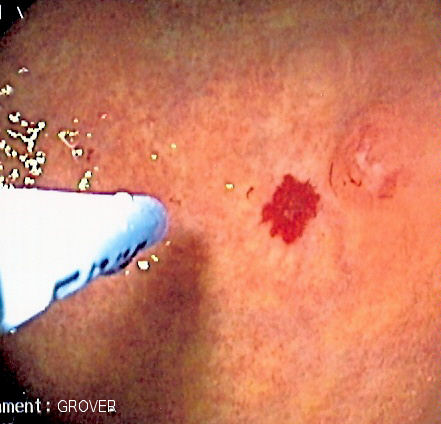
Angiodysplazja jelitowa

Angiodysplazje jelitowe obejmują szereg zmian naczyniowych, w tym malformacje tętniczo-żylne, ektazje naczyniowe (powiększenie naczyń) i naczyniaki. Zmienione naczynia występują w warstwie podśluzowej lub śluzowej, są poszerzone i kręte, w badaniu histopatologicznym często stwierdza się wyłącznie pojedynczą warstwę śródbłonka bez warstwy mięśni gładkich. Angiodysplazja jest spowodowana degeneracją naczyń związaną z wiekiem o nieznanej etiologii (nieznanej przyczynie powstawania), w związku z czym występują głównie w starszej części populacji. Malformacje naczyniowe jelita grubego mogą odpowiadać za 20–30% przypadków krwawienia z dolnego odcinka przewodu pokarmowego. Mogą występować w każdym odcinku przewodu pokarmowego, stwierdza się je w żołądku, jelicie cienkim i grubym, zmiany najczęściej występują w kątnicy i wstępnicy. Krwawienie z angiodysplazji ma charakter ukryty i przerywany, prowadząc do niedokrwistości z niedoboru żelaza, choć przebieg jest często bezobjawowy. Może być przyczyną masywnego krwotoku z dolnego odcinka przewodu pokarmowego. Czynnikami predysponującymi do powstania dysplazji jest schyłkowa niewydolność nerek, stenoza aortalna (zespół Heyde’a) i choroba von Willebranda.

### Niedokrwienne zapalenie jelita grubego
Niedokrwienne zapalenie jelita grubego jest chorobą spowodowaną niedostatecznym przepływem krwi przez jelito, najczęściej jest spowodowane miażdżycą, a czynnikami sprzyjającymi są wstrząs i niewydolność serca. Niedokrwienie prowadzi do martwicy błony śluzowej lub podśluzowej albo pełnościennej martwicy narządu. Niedokrwienne zapalenie jelita grubego stanowi przyczynę 3–9% przypadków krwawienia do dolnego odcinka przewodu pokarmowego.

### Nieswoiste zapalenia jelit

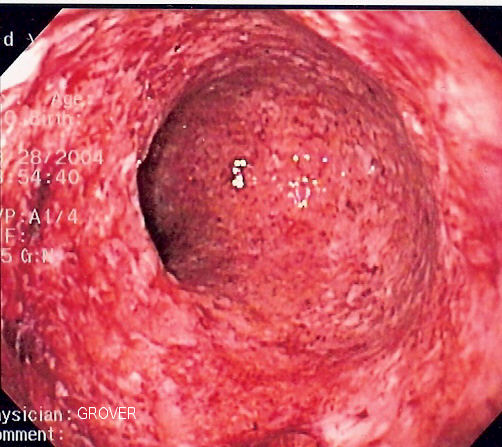
Choroba Leśniowskiego-Crohna, obraz endoskopowy

Krwawienie z przewodu pokarmowego jest częstą manifestacją wrzodziejącego zapalenia jelita grubego i choroby Leśniowskiego-Crohna, ale istotny hemodynamicznie ostry krwotok jest rzadki. W chorobie Leśniowskiego-Crohna krwawienie zwykle ma charakter utajony i występuje pod postacią biegunki z domieszką krwi rozpoznawaną w teście na krew utajoną, bardzo rzadko występuje masywne krwawienie. Wrzodziejące zapalenie jelita grubego znacznie częściej niż choroba Leśniowskiego-Crohna powoduje krwawienie z przewodu pokarmowego. W obrazie choroby mogą występować liczne krwiste stolce biegunowe, ale krwawienie może przyjąć charakter masywnego krwotoku zwykle towarzyszącemu zajęciu całego jelita grubego.

### Czynniki infekcyjne
Najistotniejszym czynnikiem zakaźnym związanym z krwawieniem z górnego odcinka przewodu pokarmowego jest zakażenie Helicobacter pylori związane przede wszystkim z zapaleniem żołądka oraz rozwojem choroby wrzodowej żołądka i dwunastnicy. Krwawienie z dolnego odcinka przewodu pokarmowego może być konsekwencją infekcyjnego zapalenia jelita grubego spowodowanego przez zakażenie Shigella spp., Salmonella spp., enteroinwazyjny szczep Escherichia coli (EIEC), enterokrwotoczny szczep Escherichia coli (EHEC), Clostridium difficile, Entamoeba histolytica oraz Campylobacter jejuni. Istotne krwawienie jest rzadkie, poza chorymi z zaburzeniami układu krzepnięcia. U chorych z upośledzoną odpornością, szczególnie zakażonych HIV w stadium AIDS zakażenia wirusami CMV lub HSV mogą powodować owrzodzenia jelita grubego objawiające się hematochezją.

### Leki i substancje toksyczne

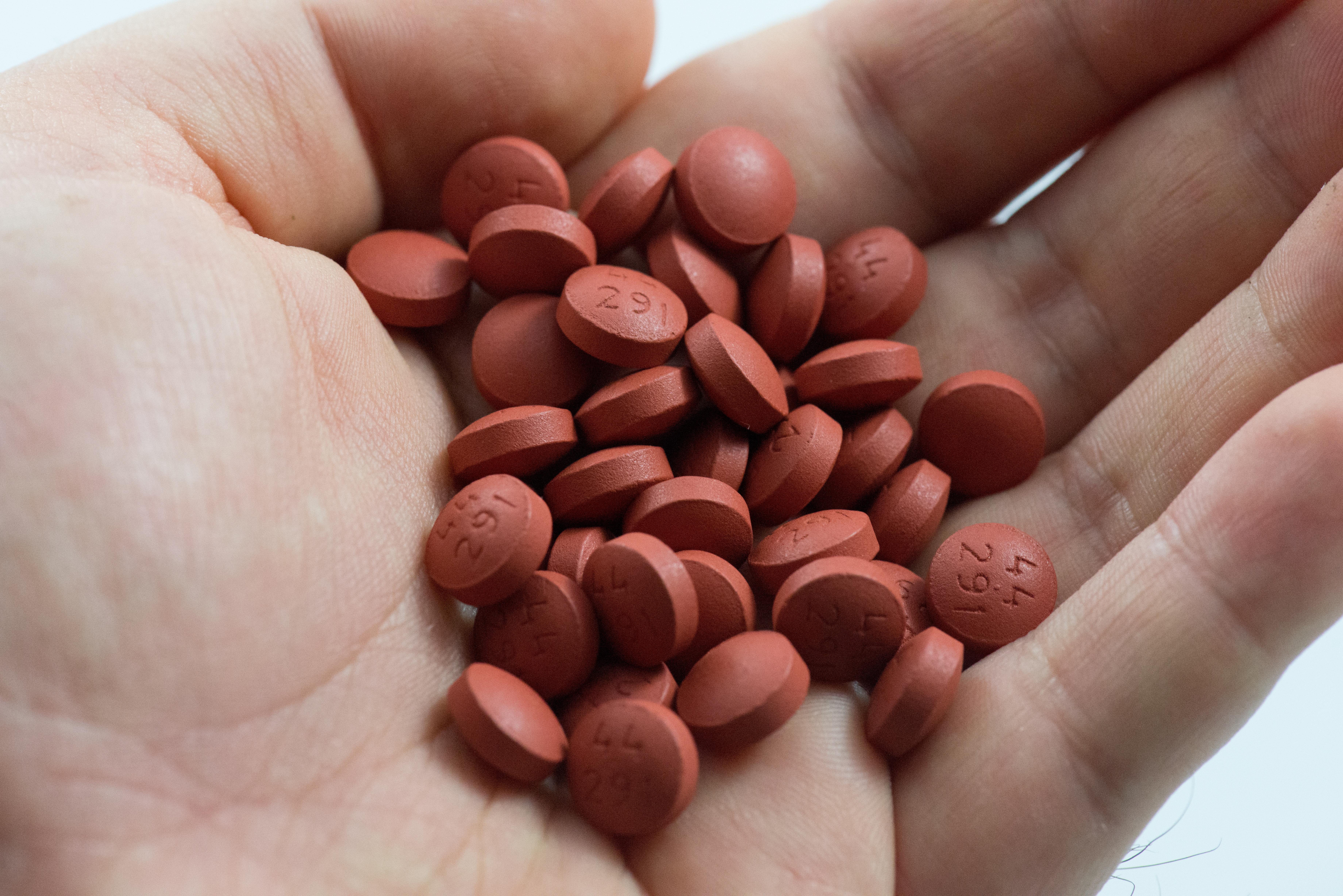
Niesteroidowe leki przeciwzapalne znacząco zwiększają ryzyko krwawienia z przewodu pokarmowego

Stosowanie niesteroidowych leków przeciwzapalnych, leków przeciwzakrzepowych i leków przeciwpłytkowych istotnie zwiększa ryzyko krwawienia z górnego oraz z dolnego odcinka przewodu pokarmowego.
Krwawienie z przewodu pokarmowego powodować mogą substancje trujące o silnym, miejscowym działaniu drażniącym. Kolchicyna powoduje nadżerki błony śluzowej. Rezerpina powoduje nasilenie choroby wrzodowej. Krwawienie z przewodu pokarmowego mogą powodować też takie trucizny jak dikumarol i fazyna oraz rośliny: ciemierniki, difenbachia Seguiny, glistnik jaskółcze ziele, jałowiec sabiński, obrazki plamiste, rącznik pospolity, rutwica lekarska, sasanki, zimowit jesienny i żywotnik zachodni.

### Hemobilia
Hemobilia jest to krwawienie z dróg żółciowych. Zwykle jest związana z urazem wątroby, niedawnym zabiegiem operacyjnym na drogach żółciowych czy nowotworami wątroby. Rozpoznanie jest bardzo trudne.

### Krwawienie z przewodu trzustkowego
Jest to bardzo rzadka przyczyna krwawienia do przewodu pokarmowego. Najczęściej jest spowodowana przebiciem torbieli trzustki do tętnicy śledzionowej. Rozpoznanie jest bardzo trudne.

### Urazy
Urazy przenikające lub tępe mogą być przyczyną krwawienia do światła przewodu pokarmowego. Również ciało obce pojawiające się w przewodzie pokarmowym w sposób niezamierzony, a rzadziej celowy, może być powodem krwawienia z przewodu pokarmowego. Ciało obce, poza możliwością bezpośredniego uszkodzenia przewodu pokarmowego, może spowodować krwawienie poprzez wywołanie odleżyny.

## Rozpoznanie
Diagnostyka krwawienia z przewodu pokarmowego opiera się na wywiadzie, badaniu fizykalnym i badaniach endoskopowych, ponadto u niektórych chorych wykorzystuje się angiografię klasyczną i scyntygrafię. Obraz kliniczny sugerujący krwawienie z górnego lub dolnego odcinka przewodu pokarmowego determinuje wybór strategii diagnostycznej. Zarówno w ostrym krwawieniu z górnego odcinka przewodu pokarmowego o etiologii nieżylakowej czy żylakowej, jak i w krwawieniu z dolnego odcinka przewodu pokarmowego może występować konieczność poprzedzenia diagnostyki, często połączonej z jednoczasowym leczeniem przyczynowym, leczeniem wstępnym mającym na celu stabilizację stanu chorego (tzw. wstępna resuscytacja).
Podstawą rozpoznania krwawienia z górnego odcinka przewodu pokarmowego jest gastroskopia. U stabilnych hemodynamicznie chorych z krwawieniem z dolnego odcinka przewodu pokarmowego podstawowym badaniem diagnostycznym jest kolonoskopia. Z kolei u chorych niestabilnych hemodynamicznie po wstępnej resuscytacji (leczeniu wstępnym) wykonuje się angiografię lub poddaje się zabiegowi operacyjnego, u tych chorych kolonoskopia jest wykonywana po stabilizacji hemodynamicznej. Hematochezja z niestabilnością hemodynamiczną sugeruje konieczność wykluczenia krwawienia z górnego odcinka przewodu pokarmowego. Nawet u 25% chorych z krwawieniem z dolnego odcinka przewodu pokarmowego nie udaje się ustalić lokalizacji źródła krwawienia, a ponadto w 40% przypadków znajduje się przynajmniej dwa potencjalne źródła krwawienia.
Wywiad i badanie fizykalne
Wywiad może pozwolić ocenić długość i nasilenie dolegliwości w czasie, a zgłaszane przez chorego objawy określić przypuszczalną lokalizację miejsca krwawienia, a nawet jego etiologię. Istotne jest określenie obecności chorób współistniejących oraz przyjmowanych leków, szczególnie tych wpływających na układ krzepnięcia.
Badania laboratoryjne
Największe znaczenie ma oznaczenie stężenia hemoglobiny, wielkości hematokrytu, liczby płytek, stężenia kreatyniny, mocznika, czasu protrombinowego (PT) i czasu kaolinowo-kefalinowego (APTT). Konieczne jest wykonanie EKG, a w przypadku poważnego krwawienia oznaczenie grupy krwi.
Hematokryt, szczególnie podczas pierwszych godzin krwawienia, może nie odzwierciedlać utraty krwi. Objętość erytrocytów (MCV) poniżej 80 fL sugeruje przewlekłe krwawienie i niedobór żelaza związanego z jego przewlekłą utratą. Zwiększenie stosunku azotu mocznika do stężenia kreatyniny sugeruje krwawienie z górnego odcinka przewodu pokarmowego, co jest związane z nasilonym rozkładem przez bakterie jelitowe białek dostarczanych w związku z krwawieniem i zwiększonej resorpcji (wchłanianiu) mocznika.
Gastroskopia

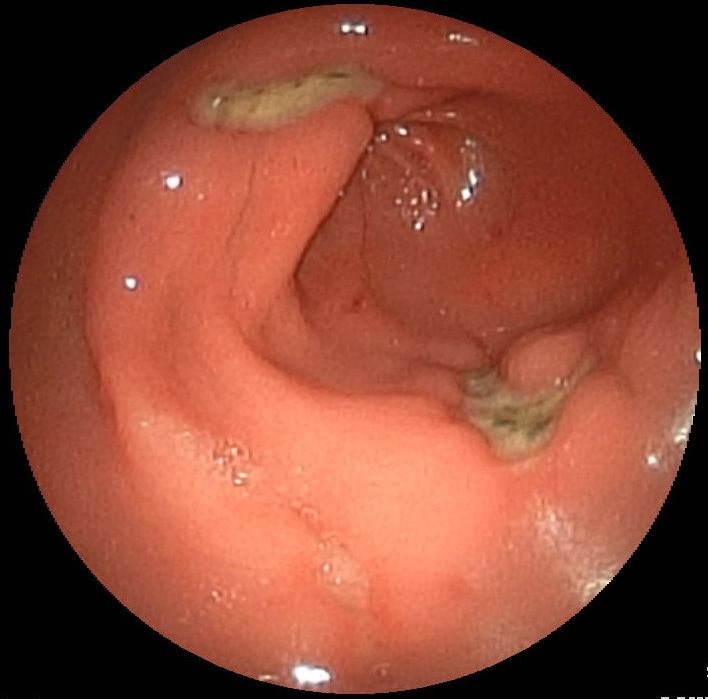
Wrzód żołądka, białe dno owrzodzenia

U chorych z podejrzeniem krwawienia z górnego odcinka przewodu pokarmowego gastroskopia jest postępowaniem z wyboru, która ma znaczenie diagnostyczne i lecznicze. Badanie ma na celu potwierdzenie rozpoznania krwawienia z górnego odcinka przewodu pokarmowego, określenie lokalizacji i źródła krwawienia, kwalifikację oraz wykonanie zabiegów endoskopowych zatrzymujących krwawienie. Szacuje się, że czułość wykrywania źródła krwawienia z górnego odcinka przewodu pokarmowego wynosi 92–98%.
W zależności od ciężkości stanu chorego endoskopia może być wykonana w trybie pilnym lub elektywnym przyspieszonym. Endoskopię w trybie pilnym wykonuje się u chorych z wysokim ryzykiem zgonu (≥3 punkty w klasyfikacji Rockalla u chorych z krwawieniem pochodzenia nieżylakowego) natychmiast po przeprowadzeniu wstępnej resuscytacji (leczenia wstępnego). Z kolei endoskopia w trybie przyspieszonym powinna zostać wykonana w ciągu 24 godzin od przyjęcia do szpitala.
Pilna endoskopia wymaga analgosedacji lub dożylnego znieczulenia ogólnego.
Usunięcie skrzepu może pozwolić uwidocznić proces chorobowy będący przyczyną krwawienia i umożliwić przeprowadzenia odpowiedniego leczenia endoskopowego, zmniejszając odsetek nawrotów.
U 1–2% chorych z powodu zalegania krwi w żołądku przysłaniającej jego powierzchnię nie udaje się zlokalizować źródła krwawienia. Podanie erytromycyny – antybiotyku makrolidowego agonisty receptora motyliny – lub metoklopramidu – antagonisty receptorów dopaminergicznych – poprawia opróżnianie żołądka, poprawiając widoczność podczas badania i wpływa na zmniejszenie potrzeby wykonywania ponownego badania. Rutynowe zakładanie sondy do żołądka i płukanie żołądka u każdego chorego z podejrzeniem krwawienia z górnego odcinka przewodu pokarmowego nie jest zalecane, nie wykazano korzyści klinicznych wynikających z takiego postępowania. Rutynowo nie wykonuje się kontrolnej endoskopii.
Kolonoskopia
Kolonoskopia pozwala ustalić miejsce krwawienia u 45–90% chorych, a dokładność diagnostyczną ocenia się na 72–86%. Badanie pozwala bezpośrednio uwidocznić miejsce krwawienia i wykonać zabieg mający na celu zatrzymanie krwawienia. Z drugiej strony kolonoskopia nie pozwala na ocenę jelita cienkiego poza końcowym odcinkiem jelita krętego, a jego skuteczność znacznie obniża złe przygotowanie do badania, które jest trudne u chorych badanych w ostrych stanach. Masywne krwawienie może utrudniać wizualizację miejsca krwawienia. Istotna jest ocena błony śluzowej zarówno podczas wprowadzania, jak i wycofywania endoskopu, ponieważ krwawienie może być widoczne jedynie okresowo i podczas jednorazowej oceny może pozostać nieodkryte.
Większość ostrych krwawień ustępuje samoistnie, dlatego kolonoskopia może być wykonana w ciągu 24 godzin od epizodu krwawienia z dolnego odcinka przewodu pokarmowego po leczeniu wstępnym. Rola wczesnej diagnostycznej kolonoskopii wykonanej niemal od razu od przyjęcia do szpitala jest kontrowersyjna. Zmniejsza ona długość pobytu chorego w szpitalu niezależnie od nasilenia krwawienia, jednak wczesna kolonoskopia nie poprawia przeżycia leczonych ani ryzyka powtórnego krwawienia. U chorych stabilnych hemodynamicznie przed wykonaniem kolonoskopii konieczne jest odpowiednie przygotowanie jelita, nie zaleca się badania bez odpowiedniego przygotowania. U chorych z przewlekłym krwawieniem z dolnego odcinka przewodu pokarmowego kolonoskopię wykonuje się w trybie planowym po starannym przygotowaniu do badania. U wszystkich chorych z podejrzeniem krwawienia z dolnego odcinka przewodu pokarmowego należy wykluczyć krwawienia z górnego odcinka.
Angio-TK
Angio-TK pozwala na wykrycie wynaczynienia krwi wynoszące co najmniej 0,5 ml/min. Badanie pozwala na wykrycie chorób nowotworowych, malformacji naczyniowych oraz wykazać obecność wynaczynionej krwi w świetle przewodu pokarmowego. Angio-TK wykazuje 86% czułość i 95% swoistość w diagnostyce krwawienia z przewodu pokarmowego. Badanie jest przydatne w ustalaniu miejsca krwawienia, jego etiologii i planowaniu leczenia, wadą metody jest konieczność wykorzystania kontrastu jodowego.
Angiografia klasyczna

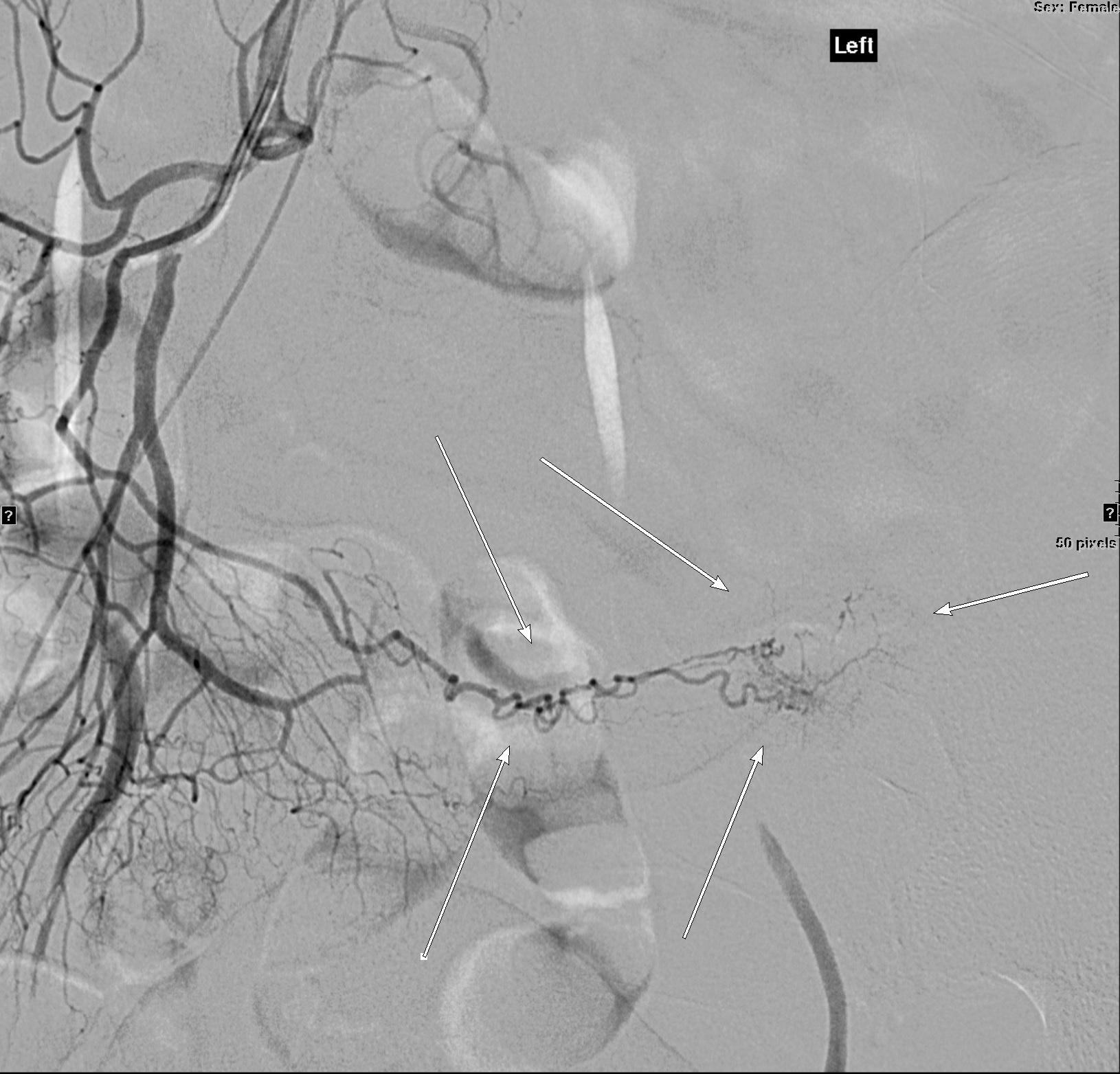
Angiografia klasyczna, krwawiący uchyłek Meckela

Klasyczna angiografia zwykle jest wykorzystywana w diagnostyce krwawienia z dolnego odcinka przewodu pokarmowego ze względu na łatwo dostępne końcowe odcinki naczyń tętniczych. W diagnostyce krwawień z górnego odcinka przewodu pokarmowego metoda ma ograniczoną skuteczność ze względu na bogatą sieć połączeń pomiędzy naczyniami. Metoda pozwala wykrywać krwawienie o intensywności utraty krwi 0,5–1,5 ml/min. Czułość diagnostyczna angiografii wynosi około 42–86%, a swoistość sięga 100%. Metoda pozwala jedynie na wykrywanie czynnego krwawienia. Jest szczególnie przydatne w wykrywaniu krwawienia z malformacji naczyniowych i uchyłków jelita. Angiografia klasyczna pozwala na przeprowadzenie zabiegów mających na celu zatrzymanie krwawienia, w tym selektywne podanie materiału zatorowego lub leku obkurczającego naczynia. Ze względu na inwazyjny charakter i ryzyko poważnych powikłań angiografii metoda jest ograniczona dla chorych, u których z powodu krwawienia z niestabilnością hemodynamiczną nie można wykonać endoskopii lub u chorych z nawracającymi krwawieniami z przewodu pokarmowego, których źródła nie ustalono metodami endoskopowymi.
Scyntygrafia
Scyntygrafia z użyciem krwinek znakowanych radioaktywnym Tc99m wykazuje najwyższą czułość w wykrywaniu krwawienia z przewodu pokarmowego. Scyntygrafia jest badaniem nieinwazyjnym, nie wymaga przygotowania jelita i pozwala wykrywać krwawienie z naczyń tętniczych i żylnych. Znakowana krew po wynaczynieniu ulega gromadzeniu w świetle przewodu pokarmowego, które może być wykryte w scyntygrafii. Umożliwia rozpoznanie krwawienia do przewodu pokarmowego o utracie krwi z nasileniem wynoszącym 0,5 ml/min. Metoda nie pozwala na dokładną anatomiczną lokalizację krwawienia, ponieważ wynaczyniona krew może ulegać przemieszczeniu. Rola scyntygrafii w diagnostyce krwawienia z przewodu pokarmowego jest kontrowersyjna. Scyntygrafię wykorzystuje się do oceny zasadności wykorzystania angiografii i uniknięcia zbędnego ryzyka tego zabiegu. Ze względu na krótki okres półtrwania zastosowanych radionuklidów, gdy wynik jest ujemny lub dodatni dopiero po kilku godzinach od podania znaczników, przemawia za niewielką skutecznością diagnostyczną angiografii.

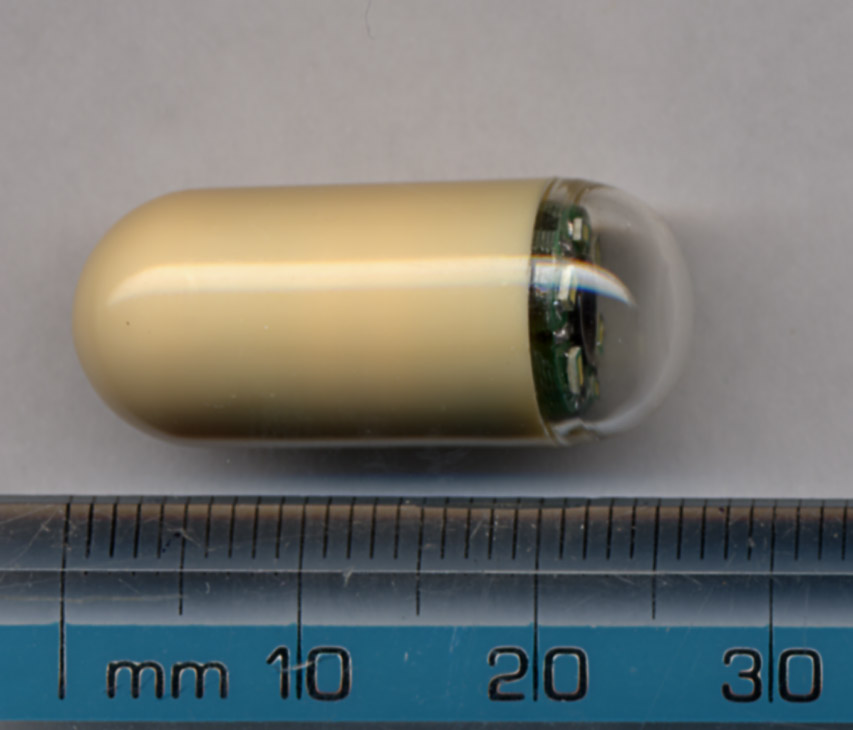
Endoskopia kapsułkowa
Endoskopia kapsułkowa jest nieinwazyjną metodą diagnostyczną pozwalającą uwidocznić śluzówkę jelita cienkiego na całej jego długości. Metoda znajduje zastosowanie w diagnostyce ukrytego krwawienia po wykonaniu gastroskopii i kolonoskopii, gdy podejrzewa się krwawienie z jelita cienkiego. Enteroskopia kapsułkowa wykazuje pewną przewagę nad enteroskopią dwubalonową. Endoskopia kapsułkowa ma ograniczone znaczenie w diagnostyce krwawienia z jelita grubego.

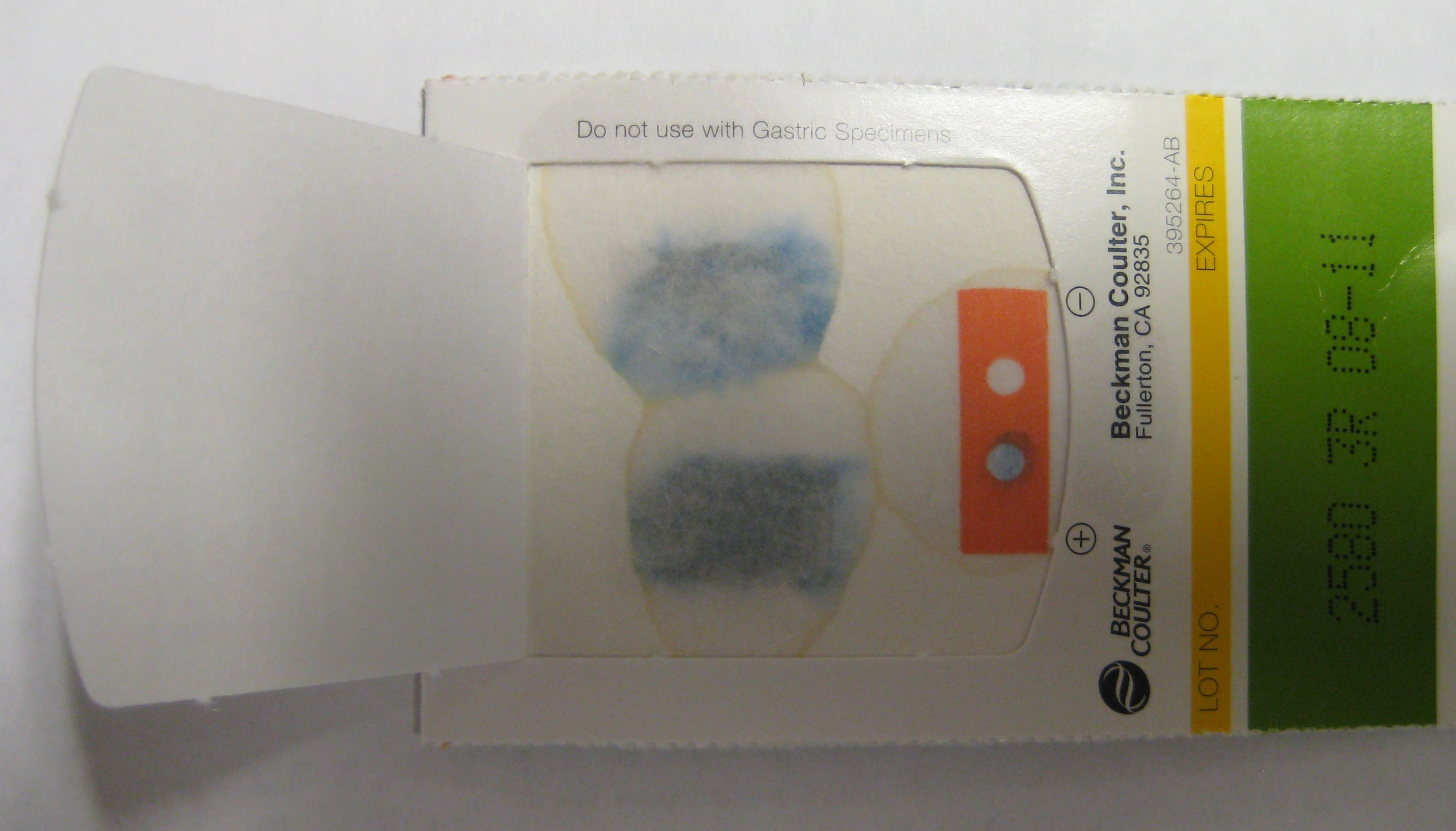
Dodatni test na obecność krwi utajonej w kale metodą gwajakolową

Badanie na krew utajoną w kale
Badanie na krew utajoną w kale jest laboratoryjną metodą potwierdzenia obecności ukrytego krwawienia. Badanie wykorzystuje się do odróżnienia smolistych stolców związanych z krwawieniem od jego zabarwienia niezwiązanego z krwawieniem oraz u bezobjawowych chorych jako badanie przesiewowe. Kilkakrotnie powtarzany test na obecność krwi utajonej w kale w ustalonych odstępach czasu jest jednym, obok przesiewowej kolonoskopii, z możliwych strategii badań przesiewowych w kierunku raka jelita grubego.
Praktyczne zastosowanie znajdują metoda gwajakolowa, benzydynowa i immunochromatograficzna. Metoda gwajakolowa i benzydynowa jest oparta na wykrywaniu aktywności peroksydazowej, dlatego na nieprawidłowy wynik badania wpływa spożycie mięsa zawierającego mioglobinę, niektóre pokarmy roślinne zawierające peroksydazy (wyniki fałszywie dodatnie) oraz przeciwutleniacze, w tym witaminę C (wyniki fałszywie ujemne). Metoda benzydynowa wykazuje wyższą czułość niż metoda gwajakolowa, co jednak wiąże się z wynikami fałszywie dodatnimi. Metoda immunochromatograficzna wykrywa ludzką hemoglobinę, dlatego nie wymaga zachowania odpowiedniej diety przed badaniem. Ze względu na rozkład hemoglobiny z górnej części przewodu pokarmowego nie wykrywa krwawienia z górnego odcinka. Metoda jest też bardziej czuła niż metoda gwajakolowa.

## Leczenie

### Leczenie nieżylakowego krwawienia z górnego odcinka przewodu pokarmowego

#### Leczenie wstępne ostrego krwawienia

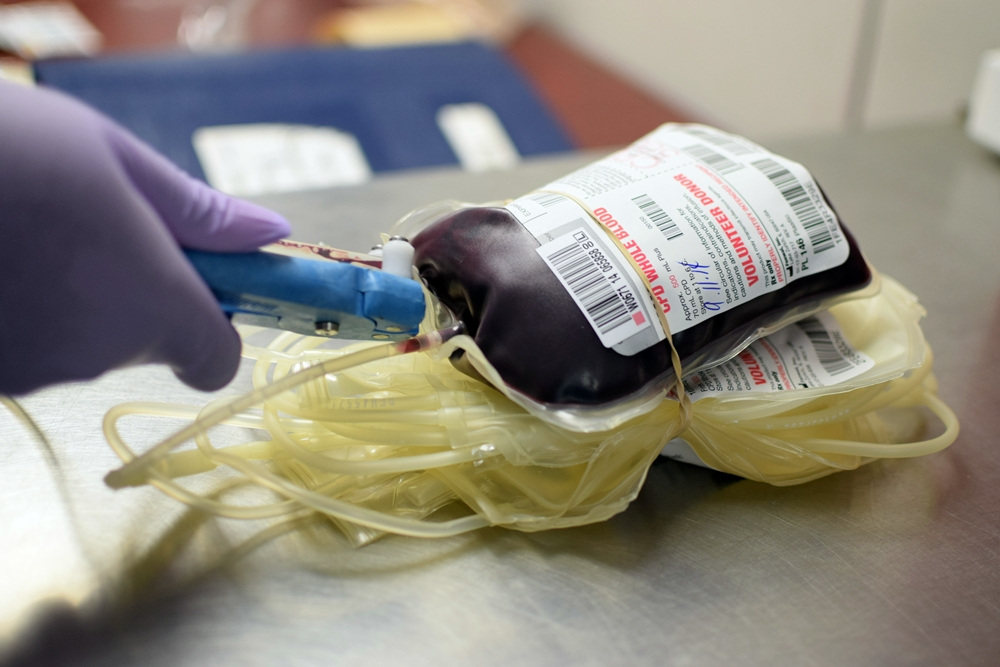
Masywne krwawienie do przewodu pokarmowego może wymagać przetaczania produktów krwiopochodnych. Na zdjęciu jednostka krwi pełnej konserwowanej.

Podstawowym celem leczenia wstępnego jest walka z bezwzględną hipowolemią i zapobieganie rozwinięciu wstrząsu hipowolemicznego. U chorych ze znacznym ubytkiem krwi i zaburzeniami świadomości kluczowa jest kontrola drożności dróg oddechowych poprzez intubację chorego. Chorym niedotlenionym podaje się tlen poprzez tzw. wąsy tlenowe lub maskę tlenową.
Resuscytacja płynowa polega na stabilizacji ciśnienia tętniczego i przywróceniu odpowiedniej objętości wewnątrznaczyniowej. Konieczna jest odpowiednia kontrola tętna i ciśnienia tętniczego, a gdy jest prawidłowe mierzone jest również w pozycji stojącej w celu wykluczenia hipotonii ortostatycznej. Ciężkość stanu chorego jest oceniana za pomocą skali Rockalla lub skali Blatchforda. Zakłada się dwie kaniule o dużej średnicy (≤16 G). Utracona objętość krwi jest uzupełniania z pomocą roztworów krystaloidów (płynów infuzyjnych) lub koloidów. Na każdy szacowany ubytek krwi przetacza się trzykrotnie większą objętość roztworu krystaloidu i równą objętość koloidu. Zwykle wystarcza podanie 1000–2000 ml krystaloidów. Tachykardia (przyspieszenie akcji serca) powyżej 120 uderzeń/minutę i tachypnoe (przyspieszenie częstości oddechów) powyżej 30 oddechów na minutę mogą świadczyć o utracie powyżej 1500 ml krwi (około 30% objętości), co może wskazywać na konieczność transfuzji koncentratu krwinek czerwonych lub krwi pełnej konserwowanej. Przyjmuje się, że chorym ze stężeniem hemoglobiny poniżej 7 g/dl powinno przetoczyć się krew, ale faktycznie próg stężenia hemoglobiny, przy którym podejmuje się decyzję o przetoczeniu jest ustalany indywidualnie i wpływ na niego ma wiek chorego, obecność choroby wieńcowej i obecność markerów niedotlenienia tkankowego. Zwykle dąży się do uzyskania stężenia 7–9 g/dl u chorych bez poważnej choroby układu krążenia lub oddechowego. U chorych przyjmujących leki przeciwkrzepliwe może być konieczne skorygowanie zaburzeń krzepnięcia.
| Cecha                                                                                           | Punkty                                                           |                                              |                                                                           |                                                                    |
| 0                                                                                               | 1                                                                | 2                                            | 3                                                                         |                                                                    |
| Wiek                                                                                            | ≤60                                                              | 60–79                                        | ≥80                                                                       |                                                                    |
| Wstrząs                                                                                         | bez cech wstrząsu (SBP >100 mmHg i tętno <100/min)               | tachykardia (SBP <100 mmHg i tętno >100/min) | hipotensja                                                                |                                                                    |
| Choroby współistniejące                                                                         | bez istotnych chorób współistniejących                           |                                              | niewydolność serca choroba niedokrwienna serca inne poważne choroby       | niewydolność nerek niewydolność wątroby rozsiany nowotwór złośliwy |
| Rozpoznanie                                                                                     | zespół Mallory’ego-Weissa bez zmian bez cech świeżego krwawienia | wszystkie inne rozpoznania                   | nowotwór złośliwy górnego odcinka przewodu pokarmowego                    |                                                                    |
| Cechy krwawienia w endoskopii                                                                   | stopnie IIc i III według Forresta                                |                                              | krew w górnym odcinku przewodu pokarmowego stopnie Ia–IIb według Forresta |                                                                    |
| <3 punktów – rokowanie dobre, 3–8 punktów – rokowanie pośrednie, >8 punktów – duże ryzyko zgonu |                                                                  |                                              |                                                                           |                                                                    |

#### Leczenie endoskopowe

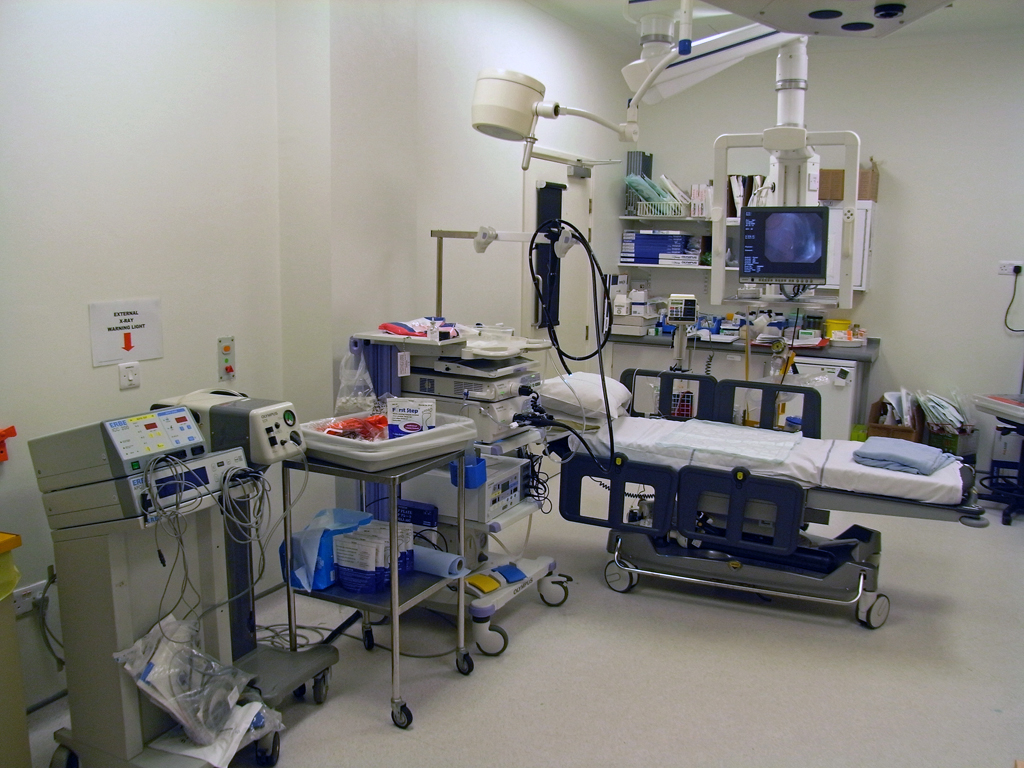
Krwawienie do przewodu pokarmowego może być leczone endoskopowo

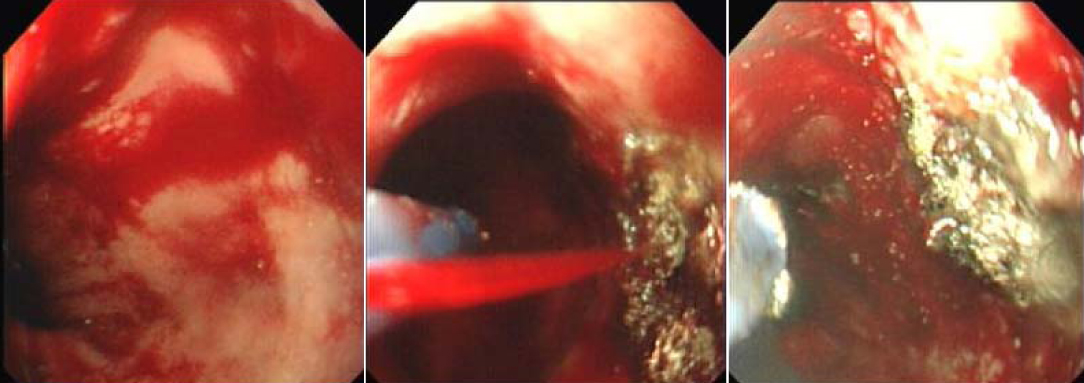
Argonowa koagulacja wrzodu przełyku

Celem wykonania endoskopii jest rozpoznanie etiologii (przyczyn) krwawienia, jego lokalizacji i przeprowadzenie endoskopowych zabiegów mających na celu zatrzymanie krwawienia oraz zapobiegnięcie jego nawrotom. Zaleca się wykonanie tzw. wczesnej endoskopii przeprowadzonej w ciągu 24 godzin od przyjęcia chorego do szpitala, która w porównaniu do odroczonej endoskopii wiąże się z poprawą rokowania i skróceniem pobytu chorego w szpitalu.
Zabieg powinien być wykonany w pracowni endoskopowej, ale przy intensywnym krwawieniu, gdy istnieje wysokie prawdopodobieństwo konieczności zabiegu operacyjnego, jest przeprowadzany na sali operacyjnej. Endoskopia w trybie pilnym wymaga analgosedacji lub znieczulenia ogólnego dożylnego, ponieważ niepokój lub pobudzenie chorego może utrudniać leczenie endoskopowe. Wykazano, że wykonanie endoskopii w ciągu 24 godzin od ostrego epizodu krwawienia z górnego odcinka przewodu pokarmowego zmniejsza odsetek nawrotów krwawienia, pilnych interwencji chirurgicznych oraz zmniejsza długość pobytu w szpitalu. U 25% chorych w grupie wysokiego ryzyka występuje ponowne krwawienie po zabiegach endoskopowych, choć stosowanie inhibitorów pompy protonowej zmniejsza to ryzyko do 10%. W przypadku wystąpienia ponownego krwawienia zalecane jest wykonanie gastroskopii. Nie zaleca się wykonywania kontrolnego badania endoskopowego u chorych bez klinicznych objawów nawrotu, jednak w przypadku gdy w pierwszej endoskopii nie określono źródła krwawienia lub istnieje poważne kliniczne podejrzenie niewystarczającego postępowania w pierwszej endoskopii może być konieczne kolejne badanie.
Leczenie endoskopowe może polegać na ostrzyknięciu miejsca krwawienia, koagulacji, założeniu klipsu hemostatycznego. Wybór zastosowanej techniki warunkuje charakter krwawienia i ryzyko jego nawrotu. Stosowanie dwóch metod leczenia endoskopowego jest bardziej skuteczne niż użycie pojedynczej metody. Jeśli jest to możliwe podejmowana jest próba założenia klipsu hemostatycznego, gdy krwawienie utrudnia lub uniemożliwia precyzyjne założenie klipsu to jego założenie powinno poprzedzać ostrzykiwanie miejsca krwawienia za pomocą adrenaliny. Gdy założenie klipsu nie jest możliwe z powodu niekorzystnych warunków do zabiegu, to stosuje się ostrzykiwanie adrenaliną miejsca krwawienia w połączeniu z zastosowaniem koagulacji kontaktowej.
Techniki iniekcyjne obejmują podanie za pomocą jednorazowej igły roztworu adrenaliny, ostrzykując wszystkie cztery pola wokół krwawiącej zmiany, znacznie rzadziej stosuje się 0,9% roztwór NaCl, 3,0% roztwór NaCl, 50% roztwór glukozy, 98% etanol, polidokanol, etanolaminę, siarczan sodowy tetradecylu (STS), trombinę, klej fibrynowy i histoakryl. W efekcie ostrzyknięcia miejsca krwawienia dochodzi do jego uciśnięcia związanego z podaną objętością wstrzykniętych środków i zatamowania krwawienia oraz ewentualnego swoistego efektu działania substancji, które mogą powodować skurcz naczyń, wywołać odczyn zapalny lub indukować wytworzenie skrzepu. Prawdopodobnie tamponada jest głównym mechanizmem działania techniki iniekcyjnej. Nie wykazano, by któraś ze stosowanych substancji wykazywała przewagę nad pozostałymi. Adrenalina powoduje obkurczenie naczyń oraz aktywuje płytki krwi, ale efekt działania zanika już po około 20 minutach. Adrenalina prowadzi do uzyskania początkowego zatrzymania krwawienia u 96,5% leczonych, ale jego nawrót obserwuje się u 18,5% leczonych. W związku z dużym ryzykiem nawrotu krwawienia po ostrzykiwaniu adrenaliną technikę łączy się z innymi metodami leczenia, często z elektrokoagulacją lub klipsowaniem. Etanol, polidokanol i etanolamina wywołują obliterację (zarastanie) naczynia i wykazują podobną skuteczność do adrenaliny, ale cechują się większym ryzykiem powikłań. Klej cyjanoakrylowy jest stosowany w leczeniu krwawienia z żylaków przełyku i żołądka, ale nie jest zalecany w leczeniu nieżylakowego krwawienia z górnego odcinka przewodu pokarmowego.
Założenie metalowego klipsu lub gumowej podwiązki umożliwia fizyczną tamponadę miejsca krwawienia. Klipsy są szczególnie stosowane w krwawieniu z wrzodów trawiennych i zespole Mallory’ego-Weissa, szczególnie w przypadku widocznego krwawiącego naczynia. Założone klipsy ulegają złuszczeniu po upływie kilku tygodni. Założenie klipsu hemostatycznego jest trudne w obrębie zmian w dnie żołądka, krzywiźnie mniejszej i tylnej ścianie dwunastnicy. Gumowe podwiązki są głównie wykorzystywane w leczeniu krwawienia z żylaków. Podwiązki są stosowane w zmianach Dieulafoya, angiodysplazji i zespole Mallory’ego-Weissa.
Zatrzymanie krwawienia może być uzyskane za pomocą jednobiegunowej, dwubiegunowej lub wielobiegunowej elektrokoagulacji, koagulacji plazmowej lub za pomocą lasera. Terapie kontaktowe (koaptywne) działają poprzez wywieranie bezpośredniego ucisku sondy na krwawiące naczynie i przepływ energii, co wywołuje krzepnięcie i sklejenie się ścian naczynia. Ze względu na konieczność w miarę prostopadłego przyłożenia końcówki sondy metoda może być zastosowana w odpowiednio korzystnych lokalizacjach krwawiących zmian. W technice dwubiegunowej lub wielobiegunowej hemostaza jest osiągana w wyniku przepływu pomiędzy elektrodami poprzez tkanki prądu i w efekcie elektrokoagulacji tkanek. Do metod bezkontaktowych należy koagulacja plazmą argonową oraz fototerapia laserem Nd:YAG. Techniki bezkontaktowe wywołują koagulację tkanki bez przepływu prądu poprzez bezpośredni efekt termiczny. Plazma argonowa wykazuje efekt terapeutyczny na grubości 2–3 mm błony śluzowej, dlatego jest wykorzystywana głównie w leczeniu powierzchownych zmian. Jednak koagulacja plazmą argonową umożliwia leczenie niezależnie od kąta ustawienia sondy. Techniki laserowe są rzadko stosowane.

#### Leczenie farmakologiczne

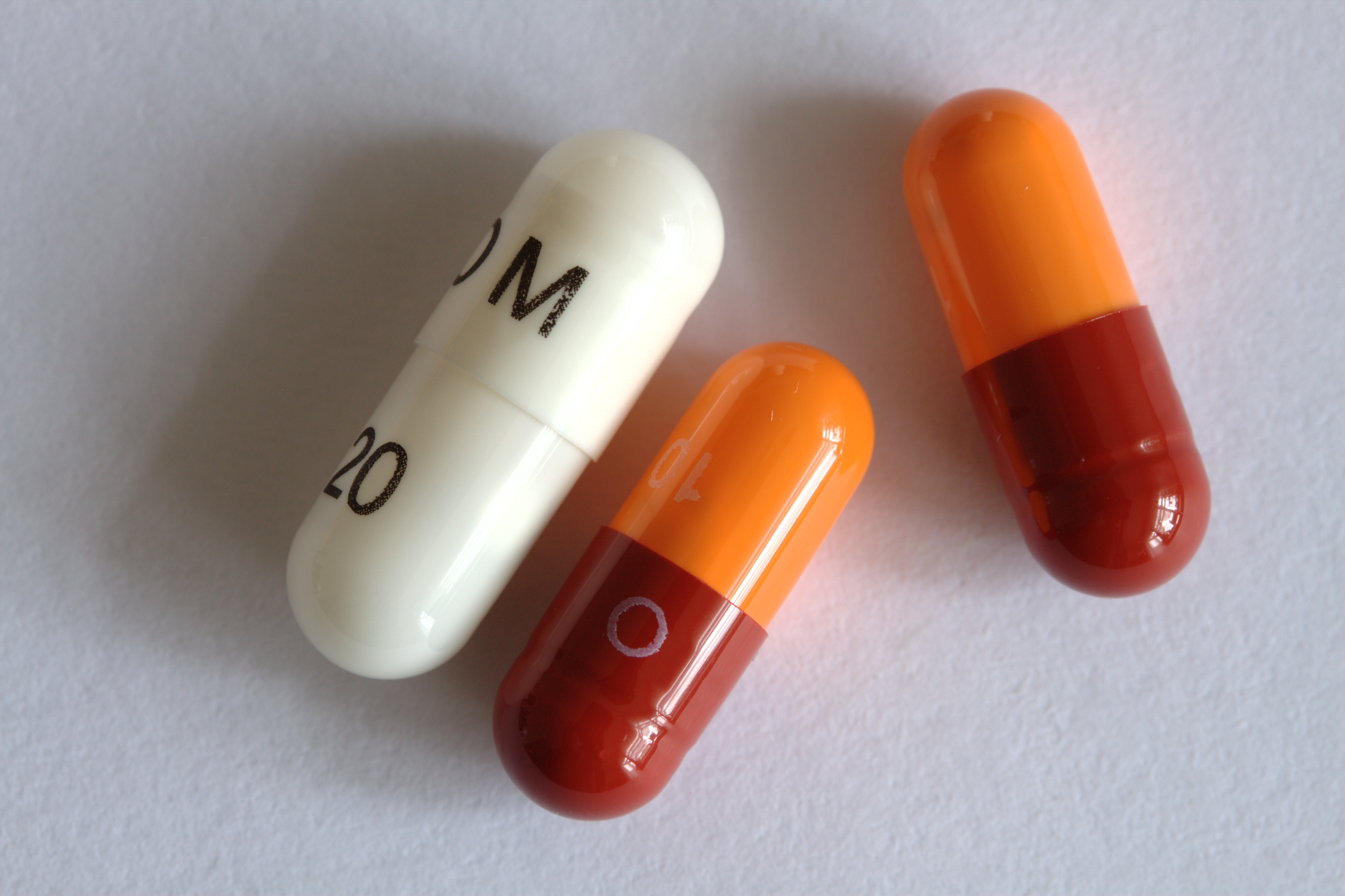
Inhibitory pompy protonowej są podstawowymi lekami antysekrecyjnymi

Leczenie farmakologiczne, obok leczenia endoskopowego, jest kluczowym elementem terapii chorych z krwawieniem z górnego odcinka przewodu pokarmowego. Większość przyczyn nieżylakowego krwawienia z górnego odcinka przewodu pokarmowego jest wskazaniem do leczenia hamującego wydzielanie soku żołądkowego. Podstawą leczenia farmakologicznego jest leczenie antysekrecyjne (przeciwdziałające lub zmniejszające wydzielanie) za pomocą inhibitorów pompy protonowej, obecnie inne leki antysekrecyjne już nie mają znaczenia klinicznego. Niskie pH soku żołądkowego poprzez hamowanie agregacji płytek i ułatwianie lizy skrzepu utrudnia jego stabilizację i zatrzymanie krwawienia. Jednocześnie zaobserwowano, że podwyższenie pH >6 sprzyja gojeniu zmiany będącej przyczyną krwawienia.
Inhibitory pompy protonowej (IPP) silniej i na dłużej hamują wydzielanie kwasu solnego niż antagonisty receptora H2. Wykazano, że stosowanie inhibitorów pompy protonowej w dużych dawkach u chorych z krwawieniem z wrzodu trawiennego zmniejsza ryzyko nawrotu krwawienia, konieczności wykonania operacji, a u chorych z grupy wysokiego ryzyka prawdopodobnie również zmniejsza ryzyko zgonu. Skuteczność leczenia tą grupą leków jest wyższa w populacji azjatyckiej niż u osób rasy białej. Prawdopodobnie inhibitory pompy protonowej nie poprawiają wyników leczenia z krwawieniem spowodowanym innymi przyczynami niż wrzód trawienny. Nie ma wystarczających dowodów wykazujących porównywalną skuteczność inhibitorów pompy protonowej stosowanych doustnie i dożylnie, choć prawdopodobnie efekt zmniejszenia ryzyka nawrotu krwawienia i konieczności wykonania operacji nie zależy od drogi podania.
U wszystkich chorych po uzyskaniu hemostazy (zatrzymaniu krwawienia) za pomocą leczenia endoskopowego zaleca się stosowanie inhibitorów pompy protonowej, do których należą: esomeprazol, pantoprazol lub omeprazol. U chorych z wysokim ryzykiem nawrotu krwawienia po endoskopowym uzyskaniu hemostazy oraz u chorych z aktywnym krwawieniem z niezidentyfikowanego źródła inhibitory pompy protonowej podaje się w bolusie 80 mg/kg, a następnie leczenie kontynuuje się za pomocą ciągłego wlewu 8 mg/kg przez 72 godziny. U chorych z wysokim ryzykiem nawrotu krwawienia po wlewie dożylnym po 72 godzinie leczenie za pomocą inhibitorów pompy protonowej jest kontynuowane do 5. doby choroby za pomocą drogi dożylnej lub doustnej (40 mg co 12 godzin). W grupie o średnim ryzyku nawrotu krwawienia podaje się leki dożylnie w dawce 40 mg co 12 godzin, a w grupie chorych o niskim ryzyku nawrotu zaleca się podanie IPP doustnie w dawce 40 mg co 12 godzin. U chorych z krwawieniem spowodowanym innymi przyczynami niż choroba wrzodowa zaleca się stosowanie IPP dożylnie wyłącznie u chorych z aktywnym krwawieniem o dużym ryzyku nawrotu. Istnieją przesłanki do włączania inhibitorów pompy protonowej przed wykonaniem endoskopii. Leki prawdopodobnie ułatwiają szybsze zatrzymanie krwawienia. Podanie inhibitorów pompy protonowej nie może opóźniać wykonania zabiegów endoskopowych. Niektórzy autorzy zalecają podanie inhibitorów pompy protonowej u wszystkich chorych przed pilną endoskopią, która wykonywana jest w związku z krwawieniem o dużym nasileniu, występowaniem zaburzeń hemodynamicznych lub poważnych czynników ryzyka.
Antagonisty receptora H2 nie hamują wystarczająco skutecznie i nie wykazano korzyści z ich stosowania w ostrym krwawieniu z wrzodu. Mogą być stosowane w przypadku nietolerancji inhibitorów pompy protonowej. Leki prokinetyczne takie jak metoklopramid i erytromycyna mogą być przydatne u chorych z obecnością masywnych skrzepów w żołądku lub po niedawnym obfitym posiłku w celu poprawy opróżniania żołądka przed wykonaniem endoskopii. Nie zaleca się rutynowego podawania analogów somatostatyny w krwawieniu z górnego odcinka przewodu pokarmowego, choć ze względu na zmniejszanie przez somatostatynę przepływu trzewnego lek może być wykorzystany w celu poprawy stanu hemodynamicznego przed leczeniem endoskopowym, w sytuacji niedostępności lub nieskuteczności leczenia endoskopowego, w trakcie oczekiwania na leczenie operacyjne, lub gdy operacja jest przeciwwskazana. Nie zaleca się stosowania etamsylatu, kwasu e-aminokapronowego i kwasu traneksamowego.

#### Leczenie operacyjne
Rola leczenia operacyjnego nieżylakowego krwawienia z górnego odcinka przewodu pokarmowego uległa ograniczeniu. Leczenie operacyjne jest wskazane u chorych, u których nie uzyskano zatamowania krwawienia w postępowaniu endoskopowym. Wskazaniem do leczenia operacyjnego jest także zapobieganie nawrotom krwawienia u chorych z dużym ryzykiem zgonu. Na wybór techniki operacyjnej wpływa lokalizacja krwawiącej zmiany i stan chorego. Preferuje się techniki oszczędzające, ukierunkowane przede wszystkim na zatamowanie krwawienia, a nie na operacyjne leczenie choroby wrzodowej. Wykonuje się podkłucie krwawiącej tętnicy, podwiązanie naczynia lub wycięcie owrzodzenia.

#### Radiologia zabiegowa
Radiologia zabiegowa po nieskutecznej próbie zaopatrzenia endoskopowego krwawienia może być postępowaniem alternatywnym wobec operacji. Przezskórna selektywna embolizacja (zamknięcie światła naczynia) polega na podaniu materiału zatorowego do gałęzi naczynia zaopatrującego okolicę miejsca krwawienia w celu zmniejszenia perfuzji tętniczej danej okolicy z zachowaniem odpowiedniego poziomu przepływu krwi, który zabezpiecza przed martwicą ściany przewodu pokarmowego. Embolizacja tętnicy żołądkowo-dwunastniczej jest wykorzystywana w tamowaniu krwawienia z dwunastnicy, z kolei embolizacja tętnicy żołądkowej lewej jest stosowana w zatrzymywaniu krwotoków z żołądka. Materiałem zatorowym mogą być kleje akrylowe, mikrocząsteczki polimeru alkoholu winylowego, skrzepy krwi leczonego, Gelfoam. Metoda pozwala zatrzymać krwawienie u 50–70% leczonych.

#### Leczenie krwawienia z wrzodu trawiennego
| Cecha | Opis                           |
| Ia    | aktywne krwawienie tętnicze    |
| Ib    | sączące krwawienie tętnicze    |
| IIa   | widoczne niekrwawiące naczynie |
| IIb   | skrzep na dnie owrzodzenia     |
| IIc   | przebarwione dno owrzodzenia   |
| III   | białe dno owrzodzenia          |

Strategia postępowania w krwawieniu z wrzodu trawiennego zależy od stwierdzonej w badaniu endoskopowym morfologii krwawiącej zmiany. Podstawową metodą leczenia jest postępowanie endoskopowe po wstępnym ustabilizowaniu stanu chorego i leczenie antysekrecyjne za pomocą inhibitorów pompy protonowej. Leczenie endoskopowe jest wdrażane u chorych z czynnym krwawieniem lub wysokim ryzykiem jego nawrotu. Ryzyko nawrotu krwawienia ocenia się w skali Forresta. Aktywne (Ia) i sączące krwawienie (Ib), a także widoczne niekrwawiące naczynie w dnie owrzodzenia (IIa) jest wskazaniem do leczenia endoskopowego. W przypadku stwierdzenia skrzepu w dnie owrzodzenia (IIb) skrzep usuwa się i powtórnie ocenia się owrzodzenie. Przebarwione dno owrzodzenia (IIc) lub zmiany o gładkiej białej podstawie (III) nie wymagają leczenia endoskopowego. Inhibitory pompy protonowej są podawane u wszystkich chorych, u których uzyskano hemostazę za pomocą metod endoskopowych. Istnieją przesłanki do włączania inhibitorów pompy protonowej przed wykonaniem endoskopii, ze względu na szybsze zatrzymanie krwawienia. Niektórzy autorzy zalecają podanie inhibitorów pompy protonowej u wszystkich chorych przed pilną endoskopią.

#### Leczenie krwawienia w zespole Mallory’ego-Weissa
W większości przypadków wystarczającym postępowaniem jest leczenie objawowe, ponieważ u 90% chorych krwawienie ustępuje samoistnie. Rzadziej konieczne jest leczenie endoskopowe za pomocą elektrokoagulacji lub ostrzyknięcia zmiany. W przypadku niepowodzenia metod endoskopowych konieczne jest przeprowadzenie embolizacji tętnicy zaopatrującej miejsce krwawienia lub przeprowadzenie gastrotomii i zszycie miejsca pęknięcia.

#### Leczenie krwawienia z nowotworów złośliwych górnego odcinka przewodu pokarmowego

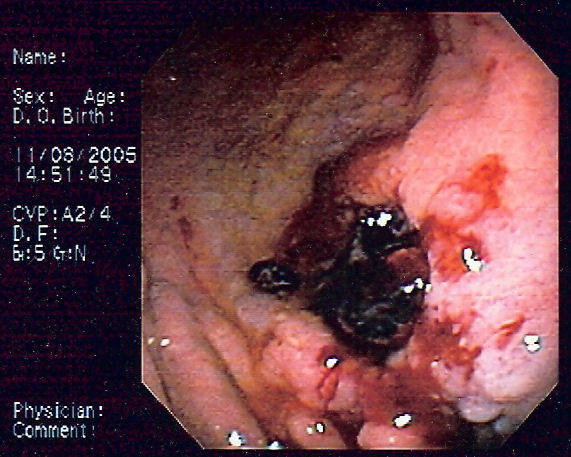
Krwawiący chłoniak MALT żołądka

Leczenie krwawienia do przewodu pokarmowego związanego z obecnością nowotworu zależy od typu nowotworu, jego lokalizacji, możliwości radykalnego leczenia, chorób współistniejących, spodziewanego przeżycia chorego i obranych celów leczenia onkologicznego. W leczeniu krwawienia z górnego odcinka przewodu pokarmowego wykorzystuje się metody endoskopowe. Stosuje się ostrzykiwanie miejsca krwawienia etanolem, hiperosmotycznym roztworem epinefryny (adrenaliny) czy siarczanem sodowym tetradecylu, a także metody elektrokoagulacji, koagulacji plazmowej lub za pomocą lasera. U chorych z krwawieniem z górnego odcinka przewodu pokarmowego metody endoskopowe pozwalają osiągnąć kontrolę krwawienia u 60–90% leczonych. Do leczenia operacyjnego kwalifikowani są chorzy, u których jest możliwość leczenia poprzez całkowitą resekcję (wycięcie) krwawiącego guza oraz chorzy, u których nie osiągnięto kontroli krwawienia w wyniku stosowania mniej inwazyjnych metod leczenia, w tym endoskopii i radiologii zabiegowej. W ramach paliatywnego leczenia krwawiących guzów stosuje się resekcje klinowe. Radioterapia w leczeniu krwawienia związanego z nowotworami górnego odcinka przewodu pokarmowego raczej nie jest wykorzystywana ze względu na niewielką skuteczność i znaczną toksyczność. Przezskórna selektywna embolizacja bywa używana do leczenia krwawienia z żylaków przełyku wtórnych do raka wątrobowokomórkowego.

#### Leczenie krwawienia ze zmiany Dieulafoya
Nie opracowano optymalnej strategii leczenia krwawienia ze zmiany Dieulafoya, postępowanie zależy od lokalizacji zmiany i intensywności krwawienia. Metody endoskopowe pozwalają na zatrzymanie krwawienia u 90% leczonych. Wykorzystuje się metody termiczne, w tym elektrokoagulację i koagulację plazmą argonową, oraz metody mechaniczne obejmujące założenie gumowej podwiązki lub klipsu hemostatycznego. Techniki mogą być łączone. Zmiany tatuuje się w celu późniejszej łatwiejszej identyfikacji zmiany. Angiografię z embolizacją stosuje się w krwawiących zmianach niereagujących. Leczenie chirurgiczne jest zarezerwowane dla chorych niepoddających się leczeniu endoskopowemu lub embolizacji.

#### Leczenie krwawienia z antralnego poszerzenia naczyniowego (żołądek arbuzowaty)
Leczenie zwykle polega na koagluacji plazmowej zmiany, a w przypadku niepowodzenia wykonuje się antrektomię (wycięcie odźwiernikowej części żołądka).

#### Profilaktyka pierwotna i wtórna krwawienia z górnego odcinka przewodu pokarmowego
Zapobieganie krwawieniu z powodu choroby wrzodowej jest oparte na eradykacji (całkowitym zwalczeniu) zakażenia Helicobacter pylori, stosowaniu inhibitorów pompy protonowej lub prostaglandyn albo zastąpieniu nieselektywnych inhibitorów cyklooksygenazy selektywnymi inhibitorami COX-2.
Wykazano, że eradykacja zakażenia Helicobacter pylori wpływa na zmniejszenie ryzyka nawrotu krwawienia, dlatego w ramach profilaktyki wtórnej po epizodzie krwawienia z górnego odcinka przewodu pokarmowego u chorych z dodatnim testem w kierunku Helicobacter pylori zaleca się odpowiednią antybiotykoterapię. Ryzyko wystąpienia krwawienia w niepowikłanej chorobie wrzodowej jest niewielkie, jednak badania wskazują na zmniejszenie ryzyka krwawienia z wrzodów w wyniku eradykacji Helicobacter pylori. Zgodnie z zaleceniami z Maastricht IV eradykację zakażenia Helicobacter pylori zaleca się u chorych z czynnym lub wygojonym wrzodem żołądka lub dwunastnicy, a także w profilaktyce pierwotnej u chorych długotrwale leczonych przeciwpłytkowo, obok równoczesnego stosowania IPP.
Jedną ze strategii profilaktyki krwawienia z przewodu pokarmowego może być zastąpienie leków przeciwzapalnych hamujących głównie cyklooksygenazę typu COX-1 lekami hamującymi cyklooksygenazę typu COX-2, czyli koksybami, ale również meloksykamem i nabumetonem. Mizoprostol jest syntetycznym analogiem prostaglandyny E1, znajduje zastosowanie w profilaktyce rozwoju wrzodów w następstwie stosowania niesteroidowych leków przeciwzapalnych. Lek znacząco redukuje ryzyko poważnych powikłań ze strony przewodu pokarmowego, w tym również krwawienia, jednak stosunkowo wysoka częstość działań niepożądanych oraz konieczność stosowania wielokrotnych dawek dziennych ogranicza zastosowanie leku.
Zastosowanie inhibitorów pompy protonowej stanowi element leczenia krwawienia z górnego odcinka przewodu pokarmowego, ale również jednocześnie zapobiega nawrotowi krwawienia. U chorych długotrwale przyjmujących niesteroidowe leki przeciwzapalne z co najmniej dwoma czynnikami ryzyka powikłań w profilaktyce pierwotnej krwawienia stosuje się inhibitory pompy protonowej. U chorych przyjmujących długotrwale niesteroidowe leki przeciwzapalne ryzyko krwawienia z górnego odcinka przewodu pokarmowego zmniejsza się o 50–80%. Nie zaleca się zastępowania kwasu acetylosalicylowego klopidogrelem w ramach zmniejszenia ryzyka krwawienia z górnego odcinka przewodu pokarmowego. Powlekane tabletki kwasu acetylosalicylowego nie wpływają na zmniejszenie ryzyka krwawienia.
Prawdopodobnie strategie profilaktyki oparte na IPP lub zastąpieniu lekami selektywnymi wobec COX-2 są bardziej skuteczne w profilaktyce krwawienia z górnego odcinka niż analogi prostaglandyn.

### Leczenie krwawienia z żylaków przełyku
Postępowanie wstępne

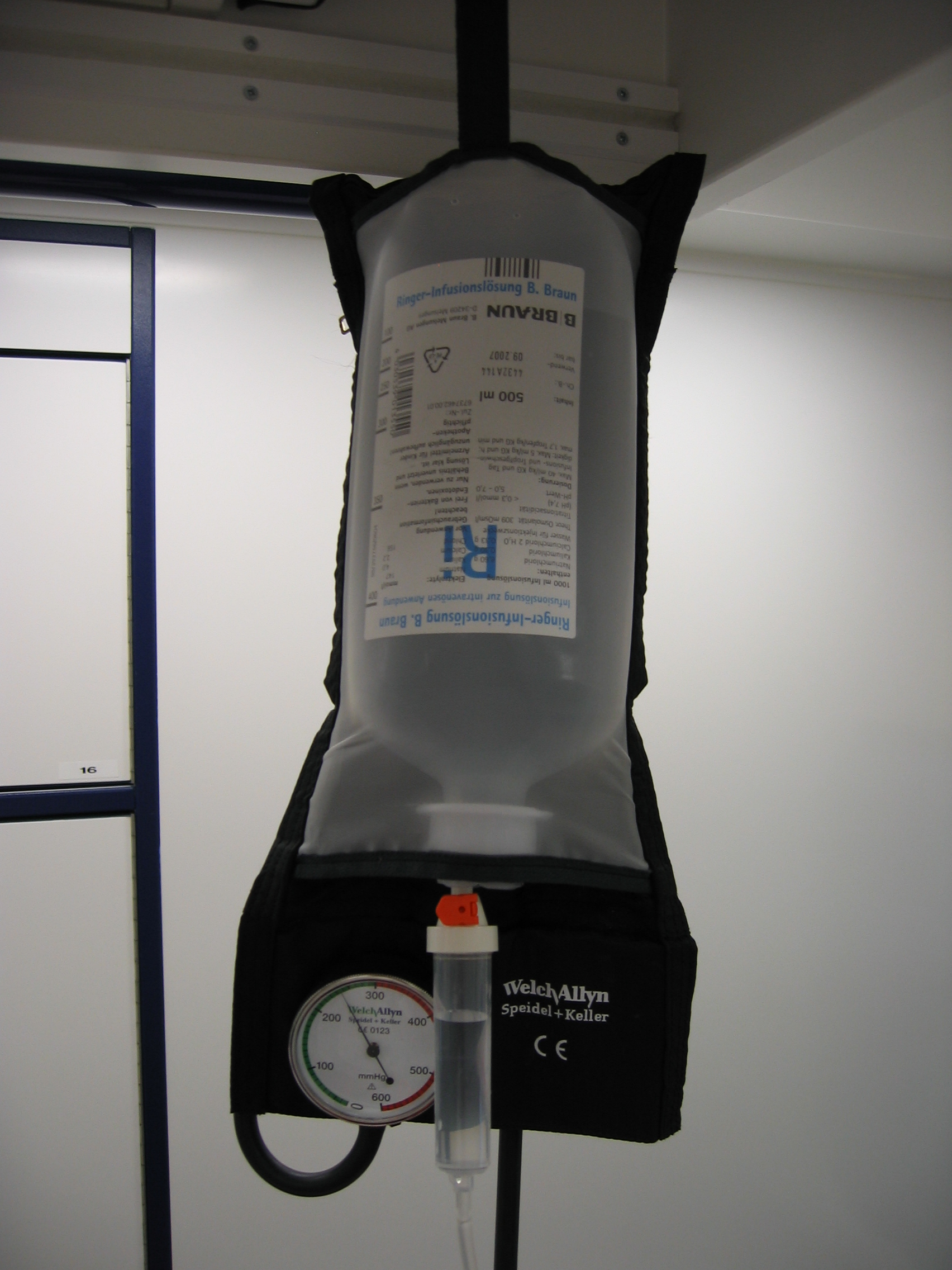
Płyn Ringera

Sonda Sengstaken-Blakemore

Krwawienie z żylaków przełyku wiąże się z gorszym rokowaniem i wyższą śmiertelnością niż krwawienie o etiologii nieżylakowej, dlatego u chorych z marskością wątroby lub nadciśnieniem wrotnym o innej etiologii, z podejrzeniem krwawienia do przewodu pokarmowego postępuje się jak w krwawieniu z żylaków przełyku do czasu potwierdzenia lub wykluczenia takiej etiologii. Ocenia się, że takie krwawienie samoistnie ustępuje u 40–50% chorych, leczenie pozwala zatrzymać krwawienie u 80%, u pozostałych nie udaje się uzyskać kontroli lub krwawienie nawraca w ciągu 6 tygodni. Krwotoki z żylaków przełyku często są masywne i mogą szybko doprowadzić do zaburzeń hemodynamicznych, a w konsekwencji zgonu chorego. Chorzy z krwawieniem z żylaków przełyku wymagają intensywnego nadzoru w warunkach szpitalnych. W sytuacji dużego ryzyka zachłyśnięcia, szczególnie przy masywnym krwawieniu, ciężkim stanie ogólnym czy encefalopatii wątrobowej, może być konieczne zapewnienie drożności dróg oddechowych poprzez intubację. Z drugiej strony nie wykazano, aby profilaktyczna intubacja zmniejszała ryzyko zachłystowego zapalenia płuc czy powikłań sercowo-naczyniowych i prawdopodobnie korzyści z takiego postępowania odnoszą tylko niektóre grupy chorych. Konieczne jest zapewnienie dostępu do co najmniej 2 żył obwodowych, które umożliwiają intensywną płynoterapię, jeśli nie ma możliwości prowadzenia skutecznego podawania płynów za pośrednictwem żyły obwodowej zakłada się wkłucie centralne.
Optymalna objętość podawanych płynów pozostaje kontrowersyjna, jednak powinna pozwalać na utrzymanie ciśnienia skurczowego powyżej 100 mmHg oraz tętna poniżej 100/min. Zapobieganie hipowolemii (zbyt małej ilości krwi w krwiobiegu) i hipotensji (zbyt niskiemu ciśnieniu krwi) pomaga zapobiegać niewydolności nerek i powstawaniu infekcji. Z drugiej strony zbyt agresywna płynoterapia sprzyja nawrotom krwawienia. Część badaczy sugeruje wykorzystanie w płynoterapii albumin i roztworów żelatyny (roztwory koloidowe) w mniejszym stopniu wpływających na układ krzepnięcia niż roztworów dekstranu, jednak postępowanie nie ma wystarczającego oparcia w badaniach klinicznych. Nadmiernie intensywna podaż krystaloidów (płynów infuzyjnych), poza możliwością nasilenia krwawienia, może sprzyjać nasilaniu wodobrzusza lub ulegać gromadzeniu w przestrzeni pozanaczyniowej.
Za pomocą preparatów krwiopochodnych dąży się do uzyskania stężenia hemoglobiny 7–8 g/dl (1dl = 100 cm³) i hematokrytu 25%. Prawdopodobnie wyższe stężenia hemoglobiny sprzyjają wzrostowi ciśnienia wrotnego. Wykazano, że tzw. restrykcyjna strategia przetoczeń z ograniczeniem podawania preparatów krwiopochodnych do uzyskania stężenia hemoglobiny 7 g/dl w porównaniu do tzw. liberalnej strategii przetoczeń, której celem jest osiągnięcie stężenia hemoglobiny 9 g/dl, prowadzi do poprawy przeżyć całkowitych leczonych.
Nie zaleca się wyrównywania trombocytopenii ani koagulopatii, które często współwystępują z marskością wątroby. Nie ma wystarczających dowodów do rutynowego stosowania przetoczeń koncentratu krwinek płytkowych lub świeżo mrożonego osocza. Potencjalną rolę w leczeniu może mieć aktywowany rekombinowany czynnik VII. Ani wydłużony czas protrombinowy, ani zwiększona wartość INR nie są dobrymi wykładnikami koagulopatii u chorego z marskością wątroby.
U chorych z dużymi żylakami przełyku w przebiegu infekcji dochodzi do przedostania się endotoksyn z krążenia wrotnego do systemowego, co prowadzi do wytwarzania endoteliny i wzrostu oporu w krążeniu wątrobowym, jednocześnie za pośrednictwem tlenku azotu dochodzi do rozszerzenia naczyń krążenia systemowego, zwiększając jednocześnie napływ wrotny, prowadząc ostatecznie do zwiększenia ryzyka krwotoku. U 20% chorych z krwawieniem z żylaków przełyku stwierdza się obecność zakażenia. Najczęściej rozpoznaje się spontaniczne bakteryjne zapalenie otrzewnej, zakażenie układu moczowego i zapalenie płuc. W związku z tym u wszystkich chorych z krwawieniem z żylaków przełyku zaleca się profilaktykę antybiotykową za pomocą fluorochinolonów podawanych doustnie lub dożylnie albo za pomocą ceftriaksonu podawanego dożylnie do 7 dni. Niektóre badania sugerują wykorzystanie fluorochinolonów w marskości w klasie A według Childa-Pugha, a ceftriaksonu w marskości w stopniu B i C. Profilaktyka antybiotykowa zmniejsza ryzyko nawrotu krwawienia, a prawdopodobnie także zmniejsza śmiertelność leczonych. Zaleca się wdrożenie profilaktyki antybiotykowej już w momencie przyjęcia do szpitala.
Leczenie farmakologiczne
Stosowanie leków naczynioruchowych ma na celu obniżenie ciśnienia w krążeniu wrotnym i ciśnienia w żylakach przełyku, co sprzyja kontroli krwawienia. U chorych z podejrzeniem krwawienia z żylaków przełyku zaleca się podanie leków wazoaktywnych jeszcze przed wykonaniem diagnostycznej gastroskopii, co wynika z bardzo wysokiej wczesnej śmiertelności związanej z krwawieniem.
W celu obniżenia ciśnienia wrotnego dożylnie podaje się terlipresynę, somatostatynę, oktreotyd lub wazopresynę. Leki wazoaktywne (naczyniowoaktywne) zastosowane bez połączenia z innymi metodami leczniczymi prowadzą do zatrzymania krwawienia u 83% leczonych. Wykazano, że zastosowanie leków wazopresyjnych prowadziło do obniżenia śmiertelności leczonych, obniżenia zapotrzebowania na transfuzje krwi oraz poprawy kontroli krwawienia. Ponadto leki ułatwiają wykonanie zabiegów endoskopowych mających na celu zatamowanie krwawienia. W porównaniu terlipresyny, somatostatyny i oktreotydu nie wykazano przewagi żadnego z tych leków w odsetku kontroli krwawienia, ryzyka krwawienia i śmiertelności. Z drugiej strony w porównaniu do placebo tylko terlipresyna ma wykazane działanie prowadzące do obniżenia śmiertelności leczonych. Leki wazopresyjne powinny być stosowane w skojarzeniu z metodami endoskopowymi, zaleca się, aby były podawane przez 5 dni, kiedy to występuje największe ryzyko nawrotu krwawienia.
Terlipresyna jest syntetycznym analogiem wazopresyny o dłuższym działaniu i lepszym profilu działań niepożądanych. Terlipresyna pozwala na kontrolę krwawienia przez 48 godzin u 75–80% leczonych. W porównaniu do placebo terlipresyna poprawia kontrolę krwawienia i jako jedyny stosowany lek poprawia przeżycie leczonych. Podobnie jak wazopresyna lek może powodować zaburzenia rytmu i niedokrwienie u chorych z chorobą niedokrwienną serca i chorobą tętnic obwodowych. Zastosowanie terlipresyny z azotanami może zmniejszać nasilenie działań niepożądanych związanych ze skurczem naczyń. Wazopresyna silnie obkurcza naczynia trzewne, prowadząc do zmniejszenia przepływu trzewnego i do obniżenia ciśnienia w żyle wrotnej. Lek wykazuje stosunkowo częste działania niepożądane, przede wszystkim niedokrwienie mięśnia sercowego, niedokrwienie obwodowe, zaburzenia rytmu serca i nadciśnienie tętnicze. Ze względu na działania niepożądane raczej nie stosuje się leku.
Somatostatyna wpływa na zwężenie naczyń trzewnych, również zapobiega poposiłkowemu zwiększeniu ciśnienia w żyle wrotnej. W badaniu klinicznym oceniającym skuteczność somatostatyny zaobserwowano zatrzymanie krwawienia u 63%, podczas gdy placebo prowadziło do uzyskania skutecznej hemostazy u 46% leczonych, ale nie wykazano poprawy przeżycia leczonych w stosunku do placebo. Oktreotyd jest syntetycznym analogiem somatostatyny o dłuższym czasie działania niż somatostatyna. Rola oktreotydu jako pojedynczego leku jest kontrowersyjna. W randomizowanym badaniu klinicznym nie wykazano korzyści ze stosowania leku w porównaniu do placebo w poprawie ryzyka zgonu i w redukowaniu ryzyka pojawienia się ponownego krwawienia, także w metaanalizie nie wykazano znaczących korzyści ze stosowania leku. W porównaniu oktreotydu i somatostatyny żaden lek nie wykazał przewagi i nie wpływał na poprawę przeżycia. Oktreotyd może być wykorzystywany w połączeniu z leczeniem endoskopowym lub gdy nie jest dostępna terlipresyna lub somatostatyna.
Endoskopia

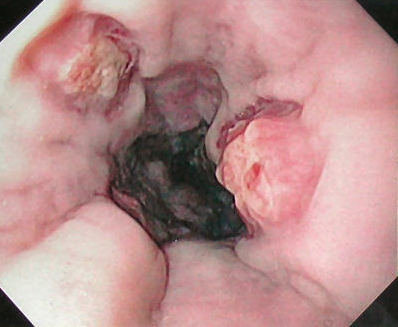
Żylaki przełyku po wykonaniu opaskowania

Zaleca się, aby w ciągu 12 godzin od przyjęcia do szpitala u chorych z podejrzeniem krwawienia z żylaków przełyku wykonano badanie endoskopowe. Za aktywne krwawienie w endoskopii uważa się obecność aktywnego krwawienia z żylaków przełyku, obecność skrzepu w obrębie żylaków, obecność włóknika w żylakach i samą obecność żylaków przy obecności świeżej krwi w żołądku. U każdego chorego z rozpoznanym krwawieniem z żylaków przełyku zaleca się wykonanie próby leczenia endoskopowego. Preferuje się opaskowanie żylaków, choć może być wykonywana sklerotyzacja żylaków. Terapia skojarzona łącząca leczenie endoskopowe z farmakologicznym sprzyja wczesnej kontroli krwawienia i zmniejszeniu odsetka nawrotów, kosztem zwiększenia ryzyka pojawienia się działań niepożądanych. Wpływ terapii łączonej prawdopodobnie wpływa korzystnie na zmniejszenie śmiertelności leczonych, jednak nie ma jednoznacznych danych wykazujących taki efekt. Wykazano, że opaskowanie żylaków przełyku w połączeniu z somatostatyną poprawia kontrolę krwawienia w porównaniu ze sklerotyzacją z somatostatyną, ale zmniejszenie śmiertelności po 6 tygodniach nie osiągnęło istotności statystycznej. Również kilka badań porównujących obie metody bez połączenia z lekami wazopresyjnymi sugeruje przewagę opaskowania żylaków nad skleroterapią. Ponadto opaskowanie żylaków wiąże się z mniejszą ilością powikłań niż sklerotyzacja. Tylko w jednym badaniu porównano skuteczność połączenia leków wazopresyjnych (somatostatyny) z endoskopowym opaskowaniem żylaków albo połączenia leku z endoskopową skleroterapią. Rzadziej stosuje się kleje tkankowe wstrzykiwane obok żylaków, które powodują zapalenie, zbliznowacenie, zakrzepicę i zamknięcie naczynia.
Leczenie ratujące

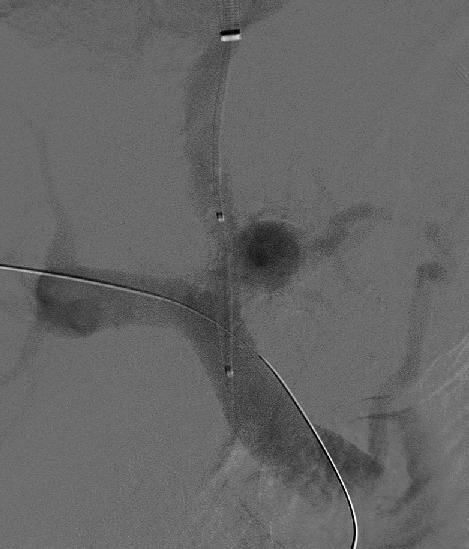
Założenie przezskórnego zespolenia wrotno-układowego

U 10–20% leczonych dochodzi do nawrotu krwawienia, czemu towarzyszy bardzo wysoka śmiertelność sięgająca 30–50%. Nawrót krwawienia, szczególnie przy łagodnych krwawieniach i stosunkowo dobrej funkcji wątroby, może być leczony endoskopowo. Jeśli krwawienie jest ciężkie lub w dalszym ciągu nie można opanować krwawienia konieczne jest zastosowanie innych metod.
W przypadku niepowodzenia endoskopowego opanowania krwawienia z żylaków przełyku pomocne może być konieczne założenie sondy Sengstakena-Blakemore’a. Zgłębnik pozwala na wstępną kontrolę krwawienia u 80% chorych, jednak wiąże się z wysokim odsetkiem nawrotów u nawet 50% chorych i potencjalnie śmiertelnymi powikłaniami, w tym perforacją przełyku i asfiksją. Zgłębnik Sengstakena-Blakemore’a nie powinien być założony na dłużej niż 24 godziny. Zatem metoda stanowi jedynie pomostową metodę leczenia do czasu uzyskania możliwości wykorzystania innych terapii. Alternatywnym leczeniem wobec sondy Sengstakena-Blakemore’a może być założenie stentu. W małych badaniach metoda pozwala na kontrolę krwawienia u 70–100% chorych, zaletą metody jest możliwość utrzymania stentu do 14 dni, a wadą możliwość niepożądanej migracji stentu. Stenty prawdopodobnie cechują się mniejszym odsetkiem powikłań, jednak ich miejsce w leczeniu nawrotowego krwawienia z żylaków przełyku jest nieokreślone.
Przezszyjne wewnątrzwątrobowe zespolenie wrotno-układowe (TIPS) jest wykonywane w przypadku uporczywego krwawienia niedającego opanować się metodami endoskopowymi z farmakoterapią lub u chorych z nawrotowym krwawieniem z żylaków przełyku po próbie ponownego leczenia endoskopowego z adekwatnym leczeniem wazopresyjnym. TIPS wykazuje bardzo wysoką skuteczność w leczeniu krwawienia z żylaków przełyku po niepowodzeniu innych metod, pozwalając na uzyskanie hemostazy (zatrzymania krwawienia) u 90–95% leczonych, jednak zabiegi wiążą się z wysoką wczesną śmiertelnością z powodu dekompensacji czynności wątroby (niewydolności w wyniku niezdolności do przystosowania się do zwiększonych obciążeń), a także pogorszeniem jakości życia w następstwie nasilenia encefalopatii wątrobowej. TIPS jest zakładany przez dojście z żyły szyjnej, cewnik jest wprowadzany do ujścia żył wątrobowych, przebija się miąższ wątroby do prawej żyły wrotnej, następnie poszerza się kanał przez wprowadzenie stentu. Stenty pokryte politetrafluoroetylenem cechują się dłuższą drożnością oraz mniejszym odsetkiem występowania encefalopatii wątrobowej.
U chorych z wysokim ryzykiem niepowodzenia leczenia (klasa C według Childa-Pugha z poniżej 14 punktami lub klasa B z aktywnym krwawieniem) można rozważyć wykonanie wczesnego TIPS w ciągu mniej niż 72 godzin od przyjęcia chorego do szpitala. Strategia wczesnego założenia TIPS opiera się na założeniu, że korzyści z TIPS są większe, gdy chorzy są poddawani zabiegowi w lepszym stanie ogólnym. Pojedyncze badania sugerują korzyści z wczesnego założenia TIPS.
Rzadko u chorych niebędących kandydatami do TIPS wykonuje się zespolenia chirurgiczne i tzw. operacje „non-shunt”. Zespolenie porto-kawalne polega na zespoleniu końca żyły wrotnej do boku żyły głównej dolnej. Zespolenie Warrena polega na wykonaniu połączenia pomiędzy żyłą śledzionową a żyłą nerkową, podobne zespolenie pomiędzy żyłą śledzionową a żyłą nerkową z wykonaniem splenektomii nazywane jest zespoleniem Lintona. Do operacji „non-shunt” należy operacja Sugiury polegająca na poprzecznym przecięciu przełyku i wykonaniu zespolenia z odnaczynieniem brzusznej części przełyku i bliższej części żołądka z wykonaniem splenektomii.
Profilaktyka pierwotna i wtórna krwawienia z żylaków przełyku
U chorych z rozpoznaniem dużych żylaków przełyku w profilaktyce pierwotnej stosuje się nieselektywne β-blokery, profilaktyka jest również zalecana w przypadku rozpoznania małych żylaków przełyku, jeśli ryzyko krwawienia jest duże. Leki poprzez blokadę receptorów β1 zmniejszają pojemność minutową serca, a poprzez blokadę receptorów β2 powodują skurcz naczyń trzewnych, prowadząc ostatecznie do obniżenia ciśnienia wrotnego. Innym mechanizmem działania może być zmniejszenie translokacji bakterii i zmniejszenie przepływu przez żyłę nieparzystą. Stosuje się głównie propranolol i nadolol. Nie zaleca się stosowania nieselektywnych β-blokerów w ramach profilaktyki powstawania żylaków przełyku. Leki mogą być stosowane w połączeniu z metodami endoskopowymi lub w samodzielnej terapii, wówczas dąży się do obniżenia ciśnienia w żyle wrotnej poniżej 12 mmHg. Opaskowanie żylaków w ramach profilaktyki pierwotnej wykonuje się u chorych z wysokim ryzykiem krwawienia z żylaków lub w przypadku nietolerancji β-blokerów. Nie zaleca się stosowania nitratów w profilaktyce pierwotnej krwawienia z żylaków przełyku.
W profilaktyce wtórnej podobnie jak w profilaktyce pierwotnej stosuje się nieselektywne β-blokery takie jak propranolol i nadolol. Nitraty mogą wykazywać działanie synergistyczne, jednak wiążą się z większą częstością występowania działań niepożądanych. Endoskopową metodą z wyboru jest opaskowanie żylaków, które wykazuje przewagę nad skleroterapią. Zwykle konieczne jest wykonanie kilku zabiegów. Badania porównujące skuteczność profilaktyki endoskopowej i za pomocą β-blokerów nie są jednoznaczne – w jednym badaniu stwierdzono podobną skuteczność obu metod, w innym stwierdzono przewagę β-blokerów. Kilka badań sugeruje przewagę połączenia profilaktyki farmakologicznej z opaskowaniem żylaków, z drugiej strony w kilku badaniach nie zaobserwowano przewagi połączonych metod. Część autorów zaleca rutynowe stosowanie połączonej profilaktyki za pomocą opaskowania żylaków i leczenia farmakologicznego. TIPS ze względu na wysoki odsetek encefalopatii wątrobowej jest wykonywany wyłącznie w przypadku niepowodzeń innych metod.
Leczenie krwawienia z żylaków żołądka
Leczenie żylaków żołądka spowodowanych nadciśnieniem wrotnym jest podobne do leczenia żylaków przełyku. W ramach postępowania wstępnego wyrównuje się objętość utraconej krwi za pomocą płynoterapii i ewentualnie preparatami krwiopochodnymi. Obniżenie ciśnienia wrotnego uzyskuje się za pomocą leków wazopresyjnych takich jak terlipresyna, somatostatyna czy oktreotyd. Leki wpływają na poprawę skuteczności leczenia endoskopowego i zmniejszenie ryzyka nawrotu, bez wpływu na zmniejszenie śmiertelności. Izolowane żylaki dna żołądka (IGV1) w mniejszym stopniu odpowiadają na obniżenie ciśnienia wrotnego niż żylaki żołądkowo-przełykowe (GOV1).
Leczenie endoskopowe może polegać na iniekcji kleju tkankowego, opaskowaniu lub skleroterapii. U chorych z żylakami dna żołądka typu GOV2 i IGV2 część autorów sugeruje wykorzystanie kleju cyjanoakrylowego, a opaskowanie w przypadku żylaków żołądkowo-przełykowych. W przypadku nawrotu krwawienia wykonuje się TIPS. Klej cyjanoakrylowy po kontakcie z wodą ulega gwałtownej polimeryzacji i twardniejąc, blokuje krwawienie. Kilka badań wskazuje na przewagę stosowania kleju cyjanoakrylowego nad opaskowaniem i skleroterapią.

### Leczenie krwawienia z dolnego odcinka przewodu pokarmowego

#### Leczenie wstępne ostrego krwawienia
U chorych z krwawieniem z dolnego odcinka przewodu pokarmowego, podobnie jak w krwawieniu z górnego odcinka pokarmowego, początkowym celem leczenia jest osiągnięcie stabilizacji funkcji życiowych. Stabilizację hemodynamiczną uzyskuje się poprzez odpowiednią dożylną płynoterapię za pomocą krystaloidów lub koloidów, dążąc do uzyskania ciśnienia skurczowego powyżej 100 mmHg. Konieczne jest zapewnienie dostępu do przynajmniej dwóch żył obwodowych lub dostęp do żyły centralnej. Część chorych może wymagać przetoczenia preparatów krwiopochodnych. U chorych bez chorób sercowo-naczyniowych poprzez transfuzję koncentratu krwinek czerwonych dąży się do uzyskania stężenia hemoglobiny powyżej 7 g/dl, z kolei u chorych z chorobami sercowo-naczyniowymi, szczególnie z chorobą niedokrwienną serca, odpowiedniejszy może być próg optymalnego stężenia hemoglobiny 9 g/dl.

#### Kolonoskopia
Kolonoskopia ma znaczenie zarówno diagnostyczne, jak i terapeutyczne poprzez możliwość wykonania endoskopowych zabiegów mających za zadanie zatrzymanie krwawienia. Leczenie endoskopowe może być wykonane podczas diagnostycznej kolonoskopii. Może ono polegać na ostrzyknięciu miejsca krwawienia epinefryną (adrenalina), koagulacji lub założeniu klipsu hemostatycznego. Metody mogą być stosowane w monoterapii (pojedynczo) lub być łączone ze sobą. Leczenie endoskopowe jest wdrażane w przypadku uwidocznienia aktywnego lub sączącego miejsca krwawienia, ale także w przypadku stwierdzenia widocznego niekrwawiącego naczynia oraz skrzepu. Ostrzyknięcie adrenaliną dookoła krwawiącego miejsca powoduje skurcz naczyń krwionośnych i ustanie krwawienia. Koagulacja za pomocą elektrokautera jednobiegunowego lub dwubiegunowego albo koagulacja plazmowa powoduje denaturację. Klipsy hemostatyczne poprzez ucisk zamykające krwawiące naczynia, wykazują przewagę nad epinefryną i nie niosą ryzyka uszkodzenia ściany jelita, z czym wiąże się koagulacja. U chorych z nawrotem krwawienia można rozważyć wykonanie ponownej kolonoskopii z ponownym wykonaniem endoskopowych metod zatrzymania krwawienia.

#### Radiologia zabiegowa
Angiografia podobnie jak kolonoskopia umożliwia diagnostykę i jednoczesne przeprowadzenie leczenia. Podczas jej wykonania można podać środki powodujące selektywną embolizację (zaczopowanie) krwawiącej tętnicy lub wazopresynę, która obkurcza naczynie. Jest zalecana u chorych z aktywnym krwawieniem o wysokim ryzyku klinicznym, po wykluczeniu krwawienia z górnego odcinka przewodu pokarmowego w endoskopii, którzy nie odpowiadają na leczenie wstępne wobec ograniczonej możliwości odpowiedniego przygotowania jelita i wykonania kolonoskopii. Badania sugerują przewagę diagnostyczną i terapeutyczną kolonoskopii nad radiologią zabiegową, ponieważ pozwala ona na ostateczne rozpoznanie i leczenie również w przypadku braku aktywnego krwawienia w momencie wykonywania badania.
Zmniejszenie przepływu krwi przez krwawiącą tętnicę może być osiągnięte poprzez podanie do niej odpowiedniego materiału zatorowego. Cewniki o niewielkiej średnicy pozwalają na selektywne podanie środka zatorowego do odgałęzień subsegmentalnych, co znacznie poprawia bezpieczeństwo i skuteczność zabiegu. Metoda powoduje zatrzymanie krwawienia u 96% chorych, przy 22% odsetku wczesnych nawrotów krwawienia.
Wazopresyna powoduje obkurczenie tętnicy, do której zostaje podana, co zmniejsza krwawienie. Mimo wysokiej skuteczności w zatrzymywaniu krwawienia, sięgającej 60–90%, wysoki odsetek nawrotu krwawienia, wynoszący około 50%, ogranicza przydatność tej metody i jest ona wykorzystywana, gdy nie ma możliwości wykonania selektywnej embolizacji tętnicy.

#### Zabieg chirurgiczny
Operacja z powodu krwawienia z dolnego odcinka przewodu pokarmowego rzadko jest konieczna, ze względu na częste samoistne ustępowanie krwawienia i skuteczne leczenie niezabiegowe. Zasadniczo zabieg operacyjny jest wykonywany w przypadku nieskuteczności innych metod leczniczych. Głównymi wskazaniami do operacji jest masywne krwawienie powodujące niestabilność hemodynamiczną, konieczność masywnych przetoczeń, nieskuteczność postępowania niezabiegowego, rozlane źródło krwawienia, a także kliniczne rozpoznanie choroby nowotworowej. Jeśli krwawienie o ustalonej lokalizacji nie może zostać opanowane metodami nieoperacyjnymi, to wówczas wykonuje się odcinkową resekcję jelita cienkiego lub grubego. Bardzo trudnym problemem klinicznym jest krwawienie o nieustalonej lokalizacji. Gdy źródło krwawienia nie jest znane, laparotomia może pozwolić je zlokalizować. Konieczne jest wykluczenie krwawienia z górnego odcinka przewodu pokarmowego oraz dokładna inspekcja jelita cienkiego na całej długości, czasem może być konieczna śródoperacyjna kolonoskopia lub enteroskopia. Jeśli pomimo tego postępowania nie udaje się ustalić dokładnej lokalizacji miejsca krwawienia, a najbardziej prawdopodobną lokalizacją jest jelito grube, to wówczas wykonuje się subtotalną kolektomię z wyłonieniem ileostomii lub utworzeniem zespolenia jelita krętego z odbytnicą. Nawrót krwawienia jest obserwowany u 4% leczonych subtotalną kolektomią.

#### Leczenie krwawienia z uchyłków
Podstawową metodą leczenia krwawienia z uchyłków jest diagnostyczno-lecznicza kolonoskopia, choć jej skuteczność ogranicza intensywność krwawienia. W postępowaniu endoskopowym w przypadku aktywnego krwawienia stosuje się ostrzyknięcie epinefryną czterech ćwiartek wokół źródła krwawienia. Koagulacja może być stosowana w połączeniu z ostrzyknięciem epinefryną lub samodzielnie. Alternatywą jest stosowanie klipsów hemostatycznych. Założenie klipsu może być poprzedzone ostrzyknięciem adrenaliną. Na wybór metody pomiędzy założeniem klipsu a koagulacją ma wpływ poziom trudności założenia klipsu w miejscu krwawienia oraz stosowanie leków przeciwzakrzepowych lub przeciwpłytkowych, które zwiększają ryzyko krwawienia po koagulacji. W przypadku lokalizacji miejsca krwawienia u podstawy uchyłku preferuje się założenie klipsu, ze względu na zwiększone ryzyko perforacji uchyłku po koagulacji miejsca krwawienia.
Jeśli krwawienie ustępuje pod wpływem leczenia lub samoistnie, to przyjmuje się postawę wyczekującą, o ile pozwala na to stan kliniczny chorego i współistniejące choroby układu krążenia. Jeśli krwawienie nie ustępuje lub nawraca wykonuje się angiografię z embolizacją, choć istnieje ryzyko powikłań niedokrwiennych. Embolizacja jest szczególnie skuteczna w krwawieniu z uchyłków jelita i umożliwia kontrolę krwawienia u 85% chorych. Interwencji chirurgicznej wymaga około 10–25% chorych, zwykle przeprowadza się odcinkową kolektomię, ale jeśli nie udaje się odnaleźć źródła krwotoku, po wykluczeniu krwawienia z jelita, przeprowadza się subtotalną kolektomię.

#### Leczenie angiodysplazji jelita
Leczenie aktywnego krwawienia z angiodysplazji może być opanowane za pomocą elektrokoagulacji, koagulacji plazmowej, skleroterapii, selektywnej embolizacji podczas angiografii lub podania wazopresyny, a w przypadku nawrotów lub nieskuteczności innych metod leczenia wykonuje się chirurgiczną resekcję jelita.
Koagulacja plazmą argonową jest najczęściej stosowaną metodą leczenia angiodysplazji. Ocenia się, że metoda umożliwia długotrwałe zatrzymanie krwawienia u 85% chorych. Elektrokoagulacja charakteryzuje się wysokim odsetkiem nawrotów krwawienia w ciągu 3 lat oraz stosunkowo wysokim odsetkiem powikłań, w związku z czym nie jest metodą zalecaną rutynowo w leczeniu angiodysplazji. W przypadku dużych i pojedynczych zmian bywa wykorzystywane endoskopowe założenie klipsu.
Metody wewnątrznaczyniowe zwykle są wykorzystywane po nieskuteczności leczenia endoskopowego, stanowią one alternatywę dla leczenia operacyjnego. Metodą z wyboru jest selektywna embolizacja. Technika odznacza się bardzo wysoką skutecznością (80–90%) w hamowaniu krwawienia i niskim odsetkiem nawrotów. Selektywne podanie wazopresyny jest użyteczne w trudno dostępnych zmianach, choć towarzyszy mu duży odsetek nawrotów krwawienia. Chirurgiczna resekcja jelita jest zarezerwowana wyłącznie dla chorych z ciężkim krwotokiem, którego nie można opanować innymi metodami leczniczymi.

#### Leczenie krwawienia z raka jelita grubego
Ostre krwawienie z guza jest rzadkie, częściej dochodzi do przewlekłego krwawienia prowadzącego do niedokrwistości. Krwawienie zwykle jest opanowywane za pomocą koagulacji plazmą argonową lub za pomocą lasera Nd:YAG, zwykle konieczne jest kilkakrotne powtarzanie zabiegu. Masywne krwawienie może wymusić wykonanie pilnego zabiegu operacyjnego i konieczność rezygnacji z leczenia neoadiuwantowego.

#### Leczenie krwawienia z guzków krwawniczych
W leczeniu guzków krwawniczych (hemoroidów) stosuje się leczenie zachowawcze obejmujące ciepłe nasiadówki, czopki i maści zawierające leki znieczulające miejscowo (lidokaina, benzokaina, hydrokortyzon) oraz metody zabiegowe, w tym koagulację, skleroterapię, założenie podwiązki oraz hemoroidektomię.
Masywne krwawienie jest bardzo rzadkie, może być związane z leczeniem przeciwzakrzepowym. Leczenie takiego krwawienia może wymusić zastosowanie ligacji (podwiązania) guzka lub wykonania hemoroidektomii.

#### Leczenie niedokrwiennego zapalenia jelita grubego
Niedokrwienne zapalenie jelita grubego u większości chorych jest leczone zachowawczo, poprzez dożylne nawadnianie, podawanie antybiotyków oraz leczenie czynników powodujących niedokrwienie. U chorych z niekontrolowanym krwawieniem lub rozwijających zapalenie otrzewnej albo perforację jelita wykonuje się odcinkową resekcję narządu.

#### Profilaktyka krwawienia z dolnego odcinka przewodu pokarmowego
Kilka badań wskazuje na zwiększone ryzyko nawrotu krwawienia u chorych przyjmujących leczenie przeciwpłytkowe. W ramach profilaktyki krwawienia z dolnego odcinka przewodu pokarmowego, szczególnie związanego z uchyłkami jelita lub angiodysplazjami, zaleca się unikanie niesteroidowych leków przeciwzapalnych. U chorych z wysokim ryzykiem sercowo-naczyniowym nie zaleca się przerywania podaży kwasu acetylosalicylowego stosowanego w profilaktyce wtórnej incydentów sercowo-naczyniowych.

## Rokowanie
Śmiertelność krwawienia z górnego odcinka przewodu pokarmowego jest oceniana na 6–10%, a z dolnego odcinka 4–40%.

## Krwawienie z przewodu pokarmowego u zwierząt
Krwawienie z przewodu pokarmowego jest istotną przyczyną utraty krwi i potencjalną przyczyną zgonu zwierzęcia. Klinicznie, podobnie jak u ludzi, może przebiegać w sposób jawny klinicznie lub ukryty i przybierać postać ostrą albo przewlekłą.
Wiele chorób każdego odcinka przewodu pokarmowego może być przyczyną krwawienia. Klinicznie są dzielone na schorzenia powodujące owrzodzenia, choroby powodujące koagulopatię oraz choroby naczyń. Owrzodzenie śluzówek przewodu pokarmowego jest najczęstszą przyczyną krwawienia u psów i kotów. Nasilenie krwawienia zależy od głębokości owrzodzenia oraz uszkodzenia naczynia tętniczego. Do najczęstszych przyczyn owrzodzenia przewodu pokarmowego zalicza się działanie niepożądane niesteroidowych leków przeciwzapalnych, obecność ciała obcego, ciężkie choroby wątroby, mocznicę i nowotwory. Do koagulolopatii o największym znaczeniu klinicznym zalicza się małopłytkowość i zatrucie środkami gryzoniobójczymi. Malformacje naczyniowe mają mniejsze znaczenie w etiologii krwawienia z przewodu pokarmowego.
Objawami krwawienia z przewodu pokarmowego są krwiste wymioty, wymioty fusowate, smoliste i krwiste stolce. W masywnym krwotoku w obrazie klinicznym dominują objawy wstrząsu hipowolemicznego, w tym tachykardia, spadek ciśnienia tętniczego, wydłużony powrót włośniczkowy, bladość błon śluzowych oraz ochłodzenie kończyn. Rozpoznanie jest stawiane na podstawie obrazu klinicznego i badań dodatkowych. Badanie palpacyjne brzucha może wykazać obszary bolesne palpacyjnie, wywołać wymioty, a także rozpoznać obecność guza w jamie brzusznej lub ciała obcego. W badaniach laboratoryjnych mogą być obecne cechy niedokrwistości normocytowej lub mikrocytarnej. Pomocne w ocenie stanu zwierzęcia może być oznaczenie kreatyniny, ocena jonogramu, koagulogramu i enzymów wątrobowych. Test na obecność utajonej krwi w kale może pomóc rozpoznać ukryte krwawienie. Zdjęcie RTG może wykazać obecność ciała obcego, guza, a także wolnego powietrza sugerującego perforację przewodu pokarmowego. Ultrasonografia jest używana do oceny narządów jamy brzusznej, może pomóc rozpoznać obecność ciała obcego czy guza. Czasem wykorzystywane są badania endoskopowe, które mogą dostarczyć informacji etiologii i lokalizacji miejsca krwawienia. W leczeniu podstawowym celem jest uzyskanie stabilizacji hemodynamicznej za pomocą odpowiedniej płynoterapii. W dalszej kolejności dąży się do kontroli miejsca krwawienia oraz usunięcia przyczyny krwawienia. W przypadku krwawienia z owrzodzeń podaje się blokery receptora H2 lub inhibitory pompy protonowej. W celu opanowania nasilonych wymiotów podaje się metoklopramid. Krwawienie z przewodu pokarmowego, szczególnie spowodowane ciałem obcym czy guzem, może wymagać leczenia chirurgicznego.